# 阿波罗11号
阿波罗十一號（英語：Apollo 11）是人类首次登陸月球的载人航天任务，指令长尼尔·阿姆斯特朗与登月舱驾驶员巴兹·奥尔德林组成美国登月组于1969年7月20日20时17分乘“鹰号”登月舱（Lunar Module Eagle (LM-5)）在月表着陆。6小时39分后，阿姆斯特朗在7月21日2时56分成为月表第一人，奥尔德林19分钟后跟进。两人在月表活动约135分钟，收集21.55公斤月岩样本带回地球。阿姆斯特朗和奥尔德林在月表活动期间，指令舱驾驶员迈克尔·科林斯独自在“哥伦比亚号”服务与指令舱（Command module Columbia (CM-107)）绕月飞行。指令长和登月舱驾驶员在月表停留21小时36分，并为着陆点冠名“静海基地”，然后乘登月舱升空并与“哥伦比亚号”对接。
7月16日13时32分，搭乘阿波罗十一号的土星五号运载火箭从佛罗里达州梅里特岛肯尼迪航天中心起飞，这是美国国家航空航天局阿波罗计划第五次载人航天任务。阿波羅太空船包含三部分，其中只有可容纳三名宇航员的指令舱会返回地球，服务舱为指令舱提供推进动力、电力、氧气和水，登月舱分两段，下降段用于月表着陆，上升段把宇航员送回绕月轨道。
土星五号第三级火箭把太空船送入地月转移轨道，宇航员将太空船与火箭分离，驾驶太空船飞行三天进入绕月轨道。阿姆斯特朗和奥尔德林进入登月舱并在7月20日着陆静海，完成月表任务后再乘“鹰号”上升段起飞，与指令舱中的科林斯会合。三人随后抛弃“鹰号”，把“哥伦比亚号”推离绕月轨道进入返地轨道。:1097月24日，三人经过八天多的任务后濺落太平洋。
阿姆斯特朗踏上月表的第一步由电视向全世界实况转播，他此时的话“这是个人的一小步，也是人类的一大步”传遍世界。美国总统约翰·肯尼迪曾于1961年提出“在20世纪60年代结束前把人送上月球并安全返回”，阿波罗十一号确保太空競賽以美国获胜告终，告慰前总统在天之灵。

## 背景
20世纪50年代末到60年代初，美国与苏联陷入冷战:134。1957年10月4日，苏联发射史上首枚人造衛星史普尼克一号，引发国际社会无限联想，西方国家对此深感震惊和恐惧。史普尼克一号表明苏联有从洲际距离投送核武器的能力，对美国军事、经济和技术优势形成重大挑战:13–15。随之而来的史普尼克危機引发太空競賽:1。美国总统德怀特·艾森豪威尔建立美国国家航空航天局（以下简称航空航天局）并启动水星计划:101–106，旨在把人类送到地球轨道:134。但苏联再度抢先一步，宇航员尤里·阿列克谢耶维奇·加加林在1961年4月12日成为太空第一人和地球轨道第一人:332–333。近一个月后，艾伦·谢泼德成为首位美国太空人，在亚轨道飞行15分钟。溅落大西洋并获救后，他接到新总统约翰·肯尼迪的贺电:121。

苏联运载火箭的运力更强，为确保两国公平竞争，肯尼迪决定从航空航天局建议中选择超出已有火箭技术范围的方案，最后敲定载人登月:112–117。1961年5月25日，肯尼迪向美国国会发表《国家迫切所需》演说，其中谈到：
我相信，国家应在本年代（20世纪60年代）结束前把人送上月球并安全返航。这将是本时代最震撼全人类的太空项目，也是最重要、最困难、成本最高昂的远程太空探索项目。我们建议加快发展合适的月球航天器，开发液体和固体燃料火箭，规模远超现有水平，直到确定哪种方案更佳。我们提议为其他发动机开发与无人驾驶探索另行提供资金，特别是对国家而言至关重要，而且永远不能忽视的领域：确保率先登月者的生命。从极其现实的角度来说，登上月球的不是个人——我们可以肯定，这将是整个国家的成就，是所有人齐心协力把他送上去。——肯尼迪国会演讲节选

1962年9月12日，肯尼迪在德克萨斯州休斯敦莱斯大学足球场向约四万群众发表《我們選擇登月》演讲，内容广为流传：
眼下太空还没有冲突、偏见和民族矛盾，但所有人都面临它的威胁。人类需要竭尽全力才能征服太空，全人类和平协作的机遇可能绝无仅有。或许有人要问，为什么把月球当成目标？他们或许还会问，为什么要登上最高的山峰，35年前又为什么要飞越大西洋？为什么莱斯大学要和德克萨斯大学竞争？我们选择登月！我们决定……在本年代达成登月等目标，不是因为这很简单，而是因为非常困难。如此目标能集中我们最顶尖的技术和力量，我们愿意接受挑战，像面对其他挑战一样不会推迟、志在必胜。

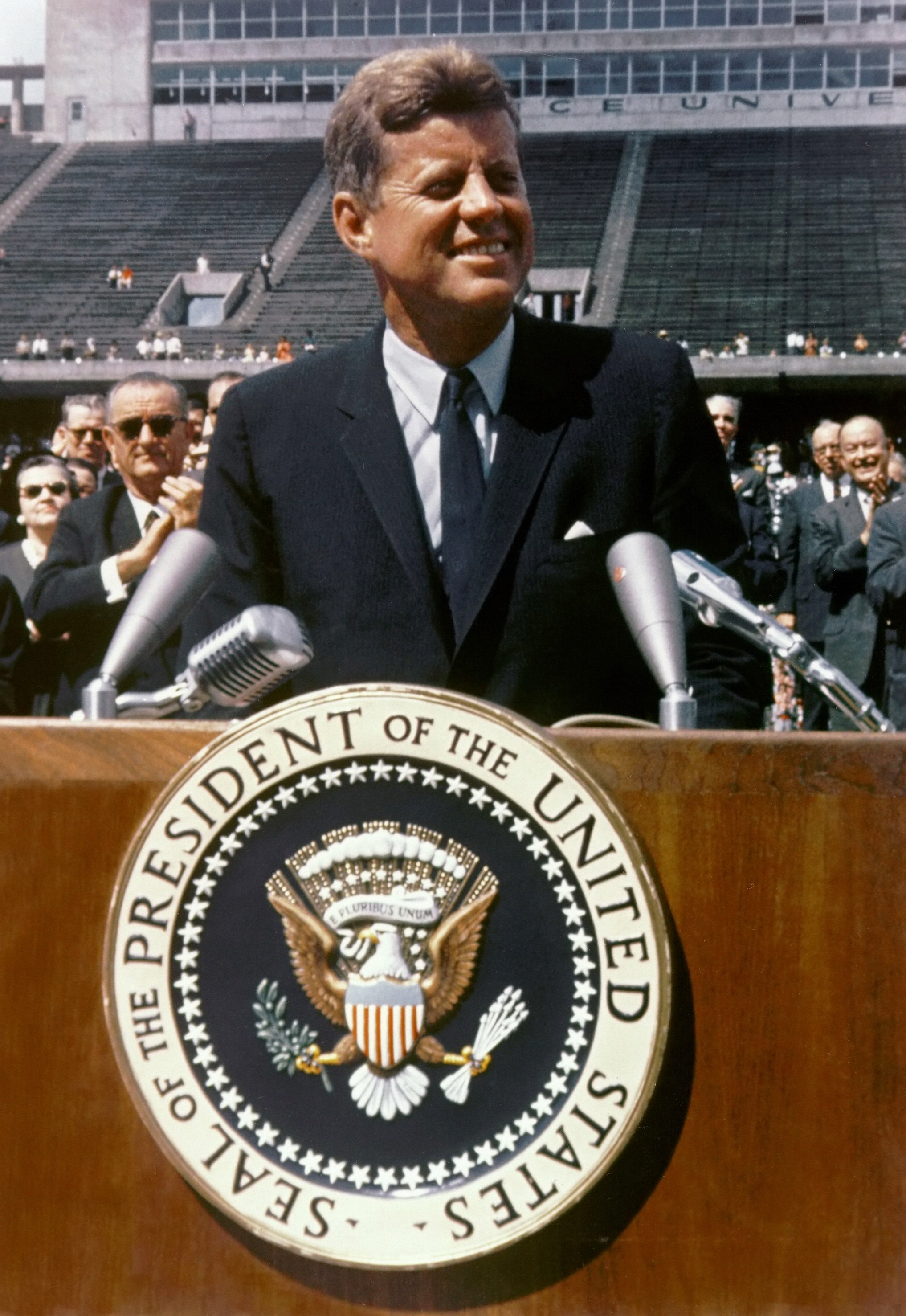
1962年9月12日，约翰·肯尼迪总统在莱斯大学演讲

总统的提议遭遇许多美国人反对，麻省理工学院数学家諾伯特·維納认为计划毫无意义，纯属浪费。登月目标此时已得名阿波罗计划:15。1961年6月，肯尼迪会见苏联部长会议主席尼基塔·谢尔盖耶维奇·赫鲁晓夫，提议合作登月，但赫鲁晓夫没有接受。1963年9月20日，肯尼迪在联合国大会提出协作探索月球。同年肯尼迪遇刺后，协作登月任务构想作废。
航空航天局很早就决定放弃直接起飞和地球轨道交会方案，采用月球轨道交会，即两个航天器分别在太空飞行后会合，对后来的技术发展影响深远。1962年7月，航空航天局首脑詹姆斯·韦伯宣布采用月球轨道交会方案。:85–86阿波羅太空船将由三部分组成，其中只有可容纳三名宇航员的指令舱会返回地球，服务舱为指令舱提供推进动力、电力、氧气和水，登月舱分两段，下降段用于月表着陆，上升段把宇航员送绕月轨道:72–77。这种设计表明太空船只需当时还在研发的单枚土星五号运载火箭就能发射:48–49。
阿波罗计划所需技术和工艺早在双子座计划就开始发展:181–182, 205–208。航空航天局采用最新的半导体电子技术推动阿波罗计划，如行星际监测站的金屬氧化物半導體場效電晶體，阿波罗制导计算机采用的硅制集成电路芯片。
1967年1月27日，古斯·格里森、爱德华·怀特、罗杰·查菲测试阿波罗一号航天器时死于火灾，阿波罗计划马上暂停，全面安全审查接踵而至:214–218。1968年10月，阿波罗七号证明指令舱能在地球轨道正常工作:265–272，同年12月又经阿波罗八号证明绕月轨道飞行能力:274–284。1969年3月阿波罗九号把登月舱带上地球轨道:292–300，同年五月阿波罗十号在绕月轨道为登月“彩排”。1969年7月，阿波罗十一号走出登月最后一步的各方面需求均已就绪。:303–312
苏联虽然早期领先，但因与土星五号竞争的N1运载火箭开发反复失败逐渐落后，只好采用无人探测器试图抢在美国前把月岩带回地球。月球十五號赶在阿波罗十一号之前抵达月球轨道，但却在着陆期间因故障在危海坠毁，阿姆斯特朗和奥尔德林约在两小时后从月表起飞返航。英国纳菲尔德射电天文实验室的射电望远镜录下月球十五号着陆期间的传输信号，后在2009年7月阿波罗十一号40周年之际公布。

## 人员

### 主乘组
| 岗位         | 宇航员                             | 宇航员                             |
| ------------ | ---------------------------------- | ---------------------------------- |
| 指令长       | 尼尔·阿姆斯特朗 第二和最后一次飞行 | 尼尔·阿姆斯特朗 第二和最后一次飞行 |
| 指令舱驾驶员 | 迈克尔·科林斯 第二和最后一次飞行   | 迈克尔·科林斯 第二和最后一次飞行   |
| 登月舱驾驶员 | 巴兹·奥尔德林 第二和最后一次飞行   | 巴兹·奥尔德林 第二和最后一次飞行   |

1967年11月20日，航空航天局正式宣布阿波罗九号的替补人员是指令长尼尔·阿姆斯特朗、指令舱驾驶员吉姆·洛弗尔和登月舱驾驶员巴兹·奥尔德林:374。洛弗尔与奥尔德林曾在双子座十二号合作飞行。登月舱设计和制造延误导致阿波罗八号和九号任务调换主乘组和替补乘组，阿姆斯特朗一行改成阿波罗八号替补人员。根据轮换标准，每次任务的替补乘组便是此后第三次任务的主乘组，所以阿波罗十一号就轮到阿姆斯特朗等人执掌。:312–313
阿波罗八号的指令舱驾驶员迈克尔·科林斯双腿不适，医生诊断发现他的第五到第六节椎骨间骨骼增生，需要手术:288–289。洛弗尔顶替科林斯的位置，后者恢复后加入阿姆斯特朗的小组。弗莱德·海斯充当阿波罗八号替补登月舱驾驶员，奥尔德林是替补指令舱驾驶员。阿波罗十一号乘组都有太空飞行经验:90，此前所有美国载人航天任务只有阿波罗十号也是如此:72，下一次要到1988年的航天飞机任务STS-26:90。
航空航天局部分人员不愿与奥尔德林合作，迪克·斯雷顿让阿姆斯特朗决定是否要用洛弗尔替换。阿姆斯特朗对与奥尔德林合作没意见，在考虑超过一天后谢绝建议，觉得洛弗尔完全有资格当指令长（后在阿波罗十三号实现）。:338–339
阿波罗十一号的主乘组完全不像阿波罗十二号那样关系友好、亲密无间，友好合作姿态构建缓慢。阿姆斯特朗以冷漠出名，科林斯自认是独行侠，对奥尔德林建立私谊的主动示好完全不给面子。:434–435奥尔德林和科林斯认为，三人间关系就像“随和客气的陌生人”:359，阿姆斯特朗对此不以为然，自称“与所有人的合作都很顺利”:359。

### 替补队员
| 岗位         | 宇航员      | 宇航员      |
| ------------ | ----------- | ----------- |
| 指令长       | 吉姆·洛弗尔 | 吉姆·洛弗尔 |
| 指令舱驾驶员 | 威廉·安德斯 | 威廉·安德斯 |
| 登月舱驾驶员 | 弗莱德·海斯 | 弗莱德·海斯 |

替补队员包括指令长洛弗尔、指令舱驾驶员威廉·安德斯和登月舱驾驶员海斯，安德斯曾与洛弗尔执行阿波罗八号任务:90。1969年初，安德斯接受国家航空与太空委员会任职邀约，并宣布在1969年8月上任时从宇航员位置退休。支持组的肯·马丁利与安德斯一起接受替补指令舱驾驶员训练，万一阿波罗十一号延期到七月后安德斯因退休无法参加，马丁利就能补上。:237
根据轮换标准，洛弗尔、马丁利和海斯在充当阿波罗十一号替补队员后就是阿波罗十四号主乘组，但因原定执行阿波罗十三号任务的艾伦·谢泼德等人培训不足，航空航天局决定把三人与洛弗尔所部调换:237。

### 支持人员
水星和双子座计划期间，每次太空任务都包括主要和替补两组人员，阿波罗计划增加人称支持队伍的第三组人员。支持人员负责整理并及时更新任务规则、飛行計劃和检查清单，确保主要和替补人员知悉所有变动。他们还制定各种程序，特别是发生紧急情况时的程序，由主要和替补人员在模拟器训练时专心学习并掌握。:261阿波罗十一号的支持人员包括马丁利、罗纳德·埃万斯和威廉·波格:375。

### 航天器通讯员

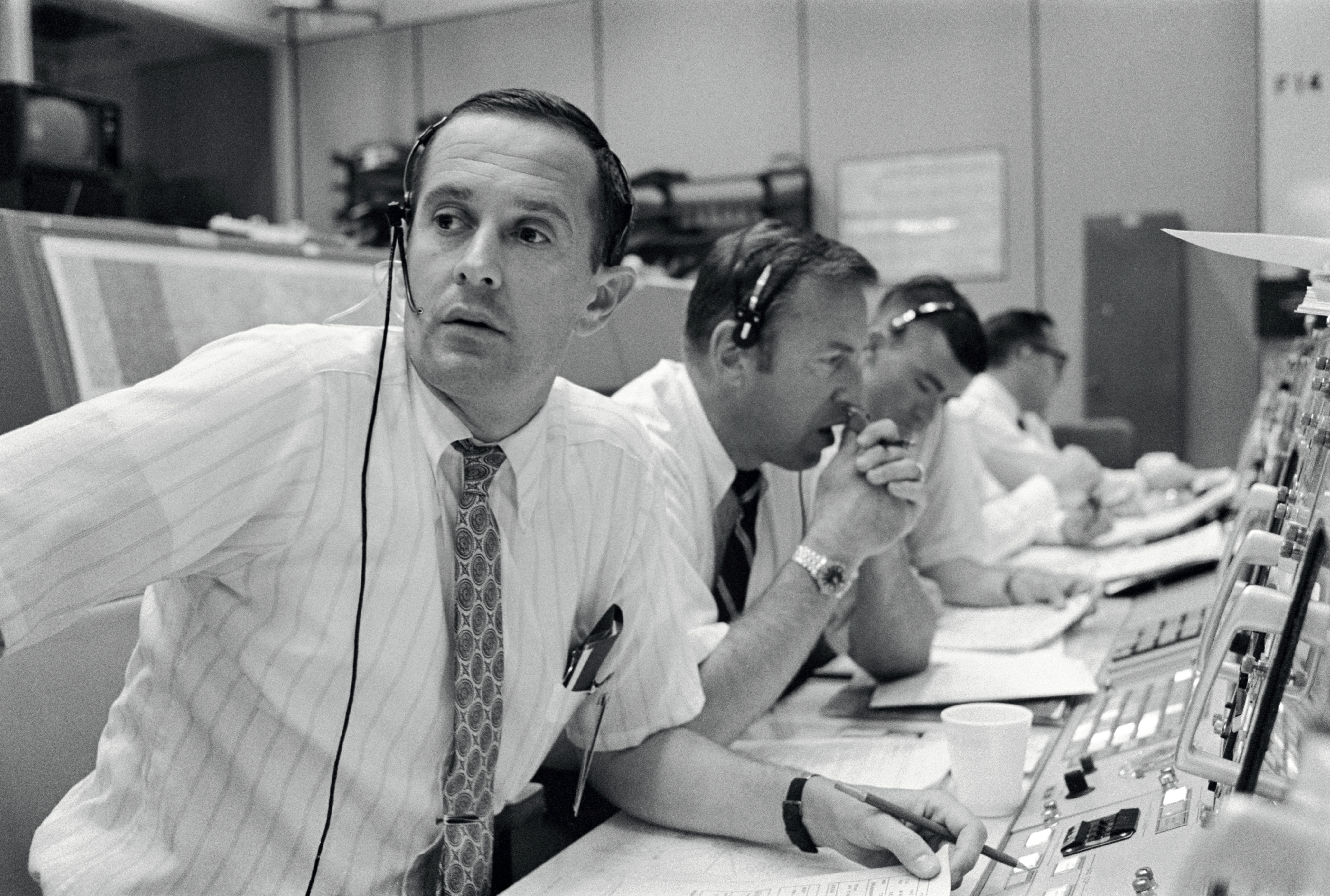
航天器通讯员查尔斯·杜克（左）、替补人员吉姆·洛弗尔与弗莱德·海斯聆听阿波罗十一号着陆月球

航天器通讯员负责在休斯敦的任务控制中心同宇航员联系，只有他们才能直接与执行任务的宇航员通话:27。阿波罗十一号的航天器通讯员包括：查尔斯·杜克、埃万斯、布鲁斯·麦坎德利斯、洛弗尔、安德斯、马丁利、海斯、唐·林德、欧文·加里欧特和哈里森·施密特:375。

### 飞行主管
阿波罗十一号的飞行主管分别是：克利福德·查尔斯沃思，绿队，负责发射和舱外活动；杰拉尔德·格里芬，金队，第一班替补；吉恩·克兰兹，白队，负责月表着陆阶段；格林·伦尼，黑队，负责月表升空阶段；米尔顿·温德勒，栗队，负责计划阶段。:272:230, 236, 273, 320

### 其他关键人员
阿波罗十一号任务的其他关键人员包括：
| 姓名                   | 职责                                             |
| ---------------------- | ------------------------------------------------ |
| 法鲁克·埃尔-巴兹       | 地质学家，研究月球地質、确定登月地点，训练宇航员 |
| 库尔特·海因里希·德布斯 | 火箭科学家，监督发射台和基础设施建设             |
| 杰姆伊·弗洛尔斯        | 宇航员秘书                                       |
| 埃莉诺·福勒克          | 设计航天服的裁缝                                 |
| 杰克·加尔曼            | 计算机工程师兼技术员                             |
| 埃尔登·霍尔            | 阿波罗制导计算机硬件设计师                       |
| 玛格丽特·汉密尔顿      | 机载飞行计算机软件工程师                         |
| 约翰·赫博尔特          | 路线规划                                         |
| 尤金·舒梅克            | 地质学家，为宇航员提供实地地质学训练             |
| 比尔·廷达尔            | 任务技术协调                                     |

## 准备

### 徽章

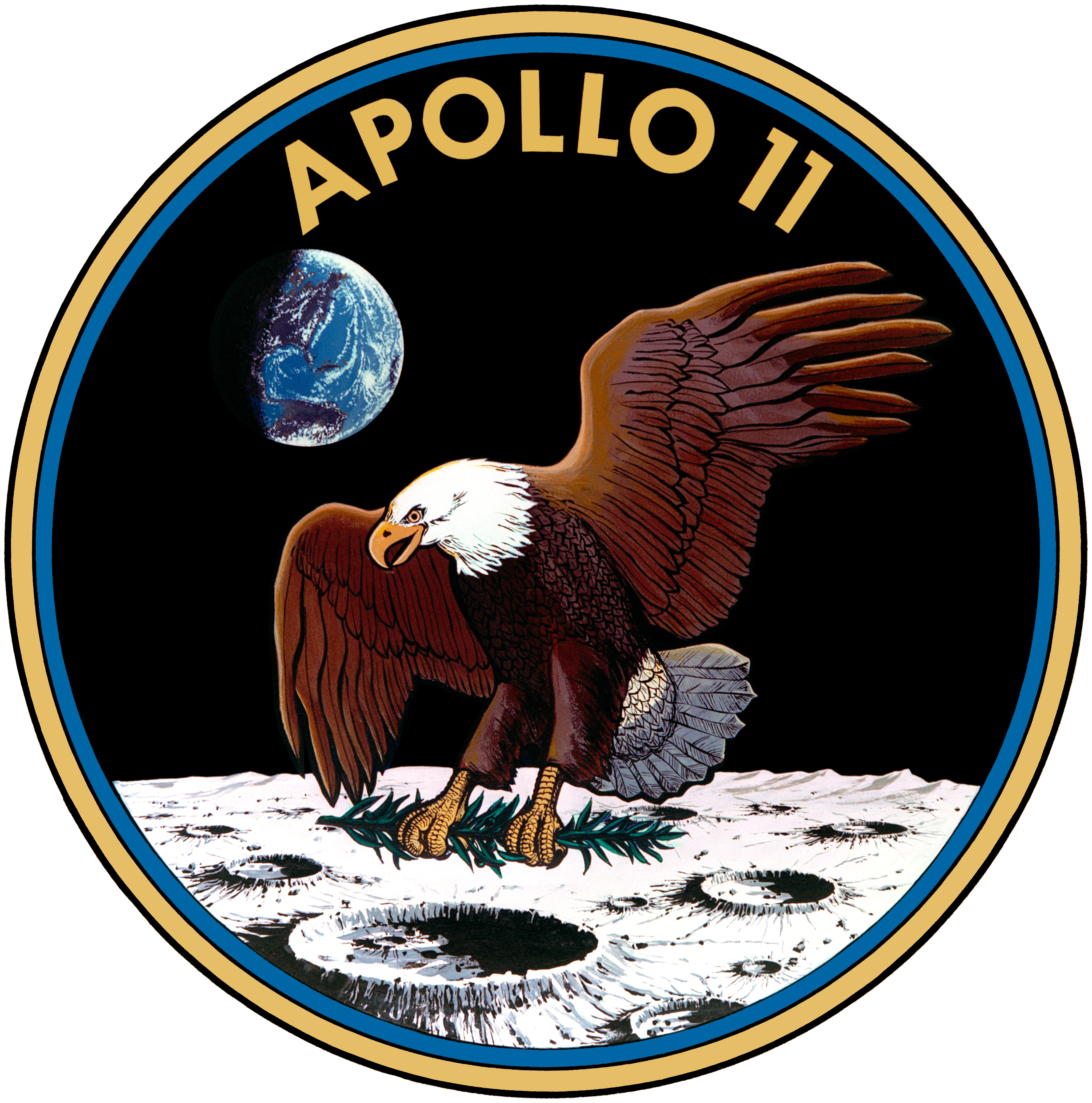
阿波罗十一号徽章

科林斯设计阿波罗十一号任务徽章的构想是“美国和平登月”，他经根据洛弗尔的建议选择美国国鸟白頭海鵰为主体，模拟器教练汤姆·威尔逊提议鸟喙叼住代表和平使命的橄欖枝。科林斯为图案加入月球背景，地球位于远方。图案的光照方向不对，阴影不应在地球左侧，应该是下半部。奥尔德林和阿姆斯特朗认为白头海雕与月球的颜色应立足自然，还决定徽章边缘采用蓝色和金色。阿姆斯特朗担心不会英语的观众不理解（“十一”），故采用阿拉伯数字“11”。:332–334徽章没有附上宇航员的姓氏，以此“代表所有为登月劳心出力的人”:332。
载人航天器中心画师画出的图案遭航空航天局官员否决:332–334。载人航天器中心主任罗伯特·吉鲁斯认为鹰爪看起来“太显好战”:333，经过讨论决定把橄榄枝移到鹰爪:333。1971年面世的艾森豪威尔一美元硬币背面借鉴阿波罗十一号徽章设计，1979年问世的苏珊·安东尼一美元硬币也是如此。

### 呼号
阿波罗十号乘组为太空船起名“查理·布朗”和“史努比”，公共事务助理主管朱利安·希尔向载人航天器中心阿波罗航天器计划办公室主任乔治·娄建议不要让阿波罗十一号乘组也这么随心所欲地为航天器起名。任务早期规划期间，航空航天局无论在内部还是外部联络时都曾用“甜筒”代表指令舱，“草垛”代表登月舱。:8
登月舱参考任务徽章图案得名“鹰号”，另据希尔建议，指令舱按儒勒·凡尔纳1865年小说《从地球到月球》里在佛罗里达州发射航天器的巨型加农炮命名为“哥伦比亚号”，同时意指美国的历史名称哥伦比亚:334–335:331。科林斯1976年的著作声称“哥伦比亚”意指克里斯托弗·哥伦布:116。

### 纪念品

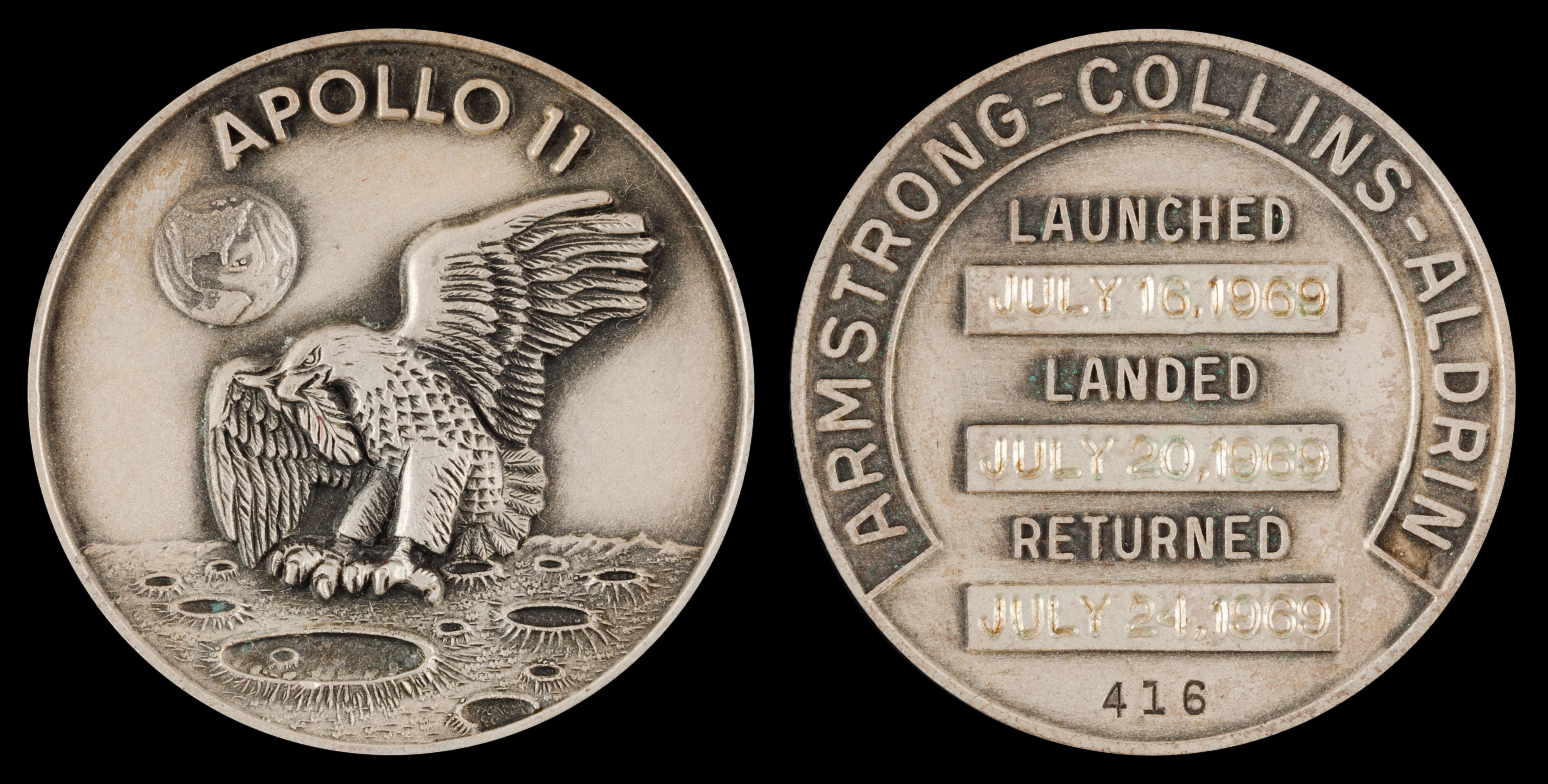
阿波罗十一号太空飞行罗宾斯纪念银章

宇航员均配有个人喜好包裹，装有任务期间携带的重要私人物品。阿波罗十一号共把五只各重230克的个人喜好包裹带上太空，三只装在“哥伦比亚号”（每位宇航员一只），两只在“鹰号”。
阿姆斯特朗放在登月舱的个人喜好包裹装有莱特兄弟1903年莱特飞行器左螺旋桨的木片还有机翼上的布料:527，以及阿波罗一号乘组遗孀交给斯雷顿的镶钻宇航员徽章；这枚徽章原定随阿波罗一号飞上太空，返航后交给斯雷顿，但火灾令任务取消，宇航员遗孀在葬礼后把徽章交给斯雷顿，而阿姆斯特姆把那徽章带上阿波罗十一号。:191–192

### 选址
1968年2月8日，航空航天局阿波罗选址委员会公布五处预选登月地点。航空航天局经过两年研究，用月球軌道計畫的五个无人探测器拍下月表高分辨率照片，结合測量員計畫获取的月表环境数据选出这些地点。此时最好的地面望远镜观察月球时分辨率都无法达到阿波罗计划需要:79。登月地点必须靠近月球赤道来减少所需推进剂，还应避免障碍物，最大程度地减少航天器机动；月表还应尽量平整，减轻着陆雷达工作负担，此次登月地点的选择不考虑科研价值:19。
从地球拍摄照片来看很理想的位置实际往往完全不可行，原本计划在没有陨石坑的地点着陆，但根本找不到这种地方:98–99。最后预选的地点有五处，前两处位于静海，第三处在中央灣，后两处位于風暴洋。航空航天局最后根据七大标准敲定登月地点：一、地面平整，陨石坑比较少；二、前往地点的路线上没有大山、峭壁和大陨石坑，以免着陆雷达混淆或产生错误读数；三、所需推进剂越少越好；四、火箭发射延误也不影响登月；五、太空船注入月球轨道前保持在自由返回轨道，这样即使前往月球途中出现问题，太空船无需任何发动机点火就能绕月滑行并安全返航；六、登陆期间视野清晰，即太阳在登月舱后方7到20度；七、着陆地点整体坡度小于两度。
航空航天局对太阳角度要求特别严格，以致每月只有一天适合发射火箭。为尽量避免宇航员遭遇极端温度，航空航天局决定在黎明刚过后着陆:7选址委员会最后选定第二处登月地点，第三和第五处在火箭发射延迟时充当后备着陆点。1969年5月，阿波罗十号登陆舱飞到距二号地点不到15公里处，观测结果确认此地符合要求。

### 谁来走出第一步
公布阿波罗十一号乘组身份后的新闻发布会上，记者提出的第一个问题便是“谁将是登月第一人？”:148:360斯雷顿表示未定，阿姆斯特朗回答此事“不由个人意愿决定”:148。
早期的出舱任务清单与双子星任务一样是登月舱驾驶员率先离开航天器，其次才是指令长:347，而且双子星任务期间指令长从未太空行走。1969年初，有报道称奥尔德林将是登月第一人，航空航天局助理局长乔治·穆勒面对记者采访也是这么回答。奥尔德林得知，阿姆斯特朗是平民，所以会是第一人，这令他颇感恼火。他还向其他登月舱驾驶员寻求支持，但众人觉得为这种事游说实在不知所谓。为制止跨部门冲突，斯雷顿通知奥尔德林，阿姆斯特朗是指令长，所以是登月第一人，消息在1969年4月14日的记者招待会上公布。:363–365
事情过去数十年来，奥尔德林一直认为当时谁来走出第一步是由登月舱口位置决定。登月舱很小，宇航员又穿着航天服，所以要费很大力气才能走到舱外。宇航员在模拟训练时试过奥尔德林先走，但他却在出口导致模拟器受损。事故足以让计划人员下定决心，只不过两名宇航员直到1969年春末才获知。:149斯雷顿告知阿姆斯特朗，只要他愿意就能第一个离开航天器，宇航员回答：“行，就这么办”:150。
媒体指控阿姆斯特朗利用指令长特权抢夺第一人荣誉:281。小克里斯托弗·卡夫特2001年的自传透露，他曾与吉鲁斯、斯雷顿、娄会晤，决定不让奥尔德林第一个踏上月球，认为第一人应该像查爾斯·林德伯格那样冷静、沉稳。他们还决定变更飞行计划，确保指令长率先走出航天器。:371–372

### 发射前

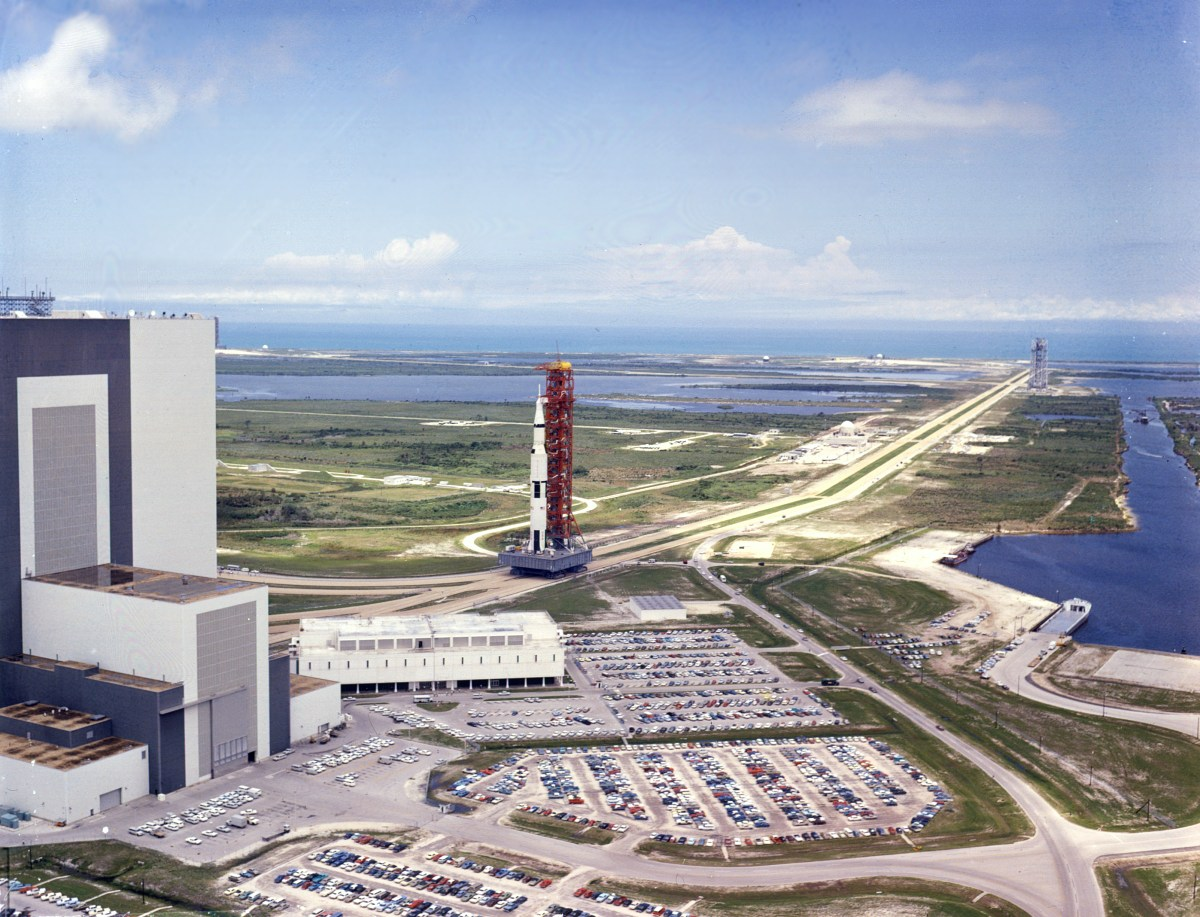
发射阿波罗十一号的土星五号运载火箭SA-506从航天器裝配大樓运往39号发射台

1969年1月8日，“鹰号”登月舱上升段运抵肯尼迪航天中心，下降段四天后送到，“哥伦比亚号”指令舱1月23日。与阿波罗十号的“史努比号”登月舱相比，“鹰号”新增早期阿波罗科学实验包，提供各种科学实验设备，还有改善宇航员月表活动通讯的甚高频无线电天线，上升段发动机更轻，起落架的热保护能力更强。指令舱仅有的变化是去掉前舱口部分绝缘材料。:4721月29日指令舱和服务舱配对，再于4月14日从操作和检查大楼移至航天器裝配大樓。
阿波罗十一号的土星五号运载火箭SA-506第三级S-IVB在1月18日送到，第二级S-II2月6日，第一级S-IC2月20日，仪器舱2月27日。5月20日12时半，装配好后重5443吨的火箭从航天器装配大楼用专用运输车运往39A号发射台，阿波罗十号此时正飞往月球。倒计时测试在6月26日开始，7月2日结束。7月15日晚，泛光灯照亮发射台，运输车把移动服务架运到火箭停放区。工作人员当天凌晨向第二和第三级火箭燃料箱注入液氢:474，所有燃料在发射前三小时加完:475。发射过程实现部分自动化，由ATOLL编程语言编写的43种程序控制:355–356。
斯雷顿凌晨四点刚过就叫醒宇航员，三人洗澡、剃须后与斯雷顿和替补人员一起吃早餐，就是传统的飞前餐点牛排和鸡蛋。接下来阿姆斯特朗一行穿上航天服呼吸纯氧，早上6时半开始前往39号发射台。:355–357海斯在发射前约3小时10分钟进入“哥伦比亚号”，与技术人员一起在6时54分帮阿姆斯特朗坐进座位左侧。五分钟后科林斯坐到右侧，最后是奥尔德林坐在中央。:475海斯在发射前约2小时10分钟离开指令舱。收尾人员密封舱口，清洗并加压机舱，在发射前约一小时离开发射台。发射前3分20秒，倒计时自动开始，:475点火室的控制台前聚有450余名工作人员:474。

## 任务经过

### 发射并飞往绕月轨道

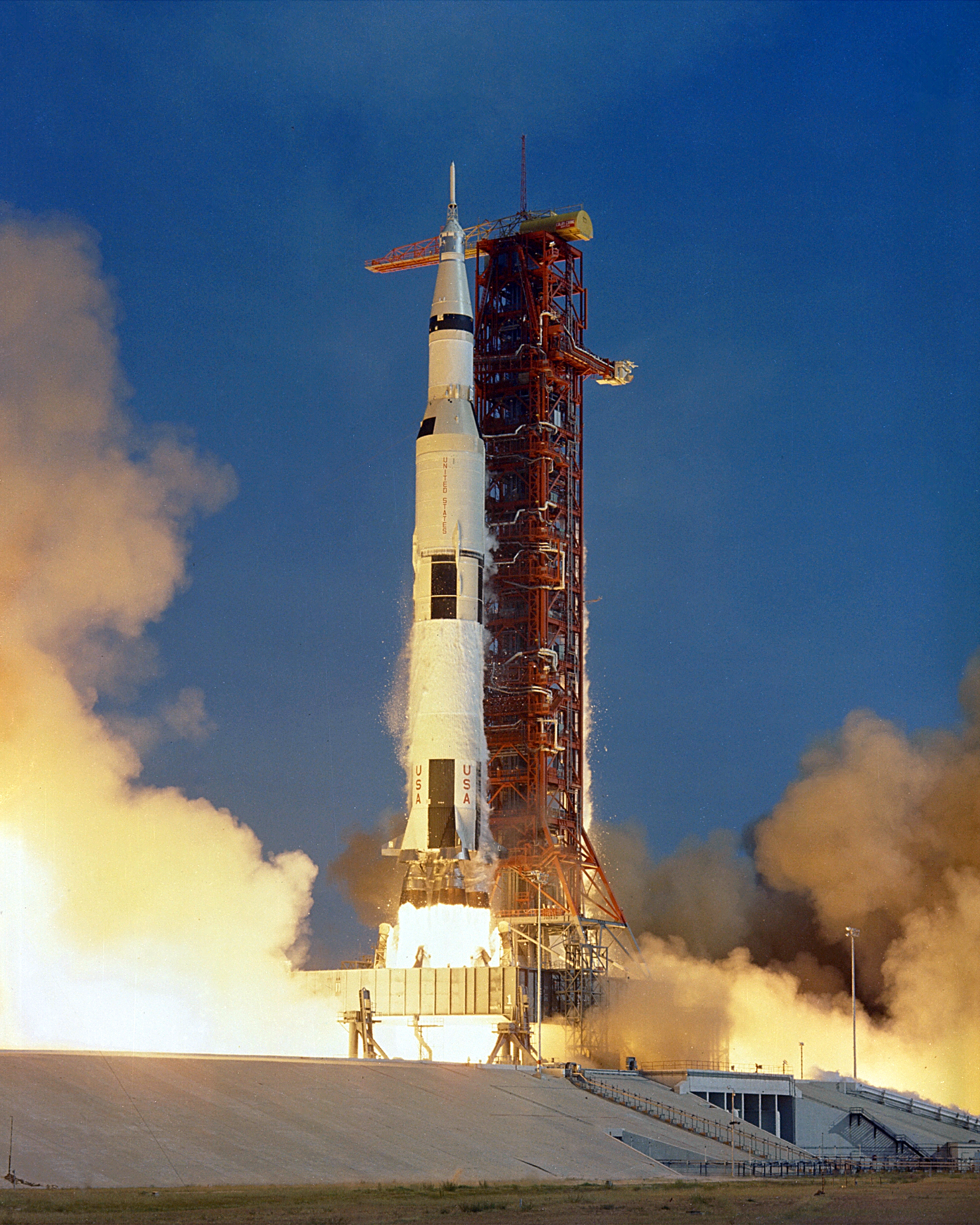
美东时间1969年7月16日9时32分，装载阿波罗十一号太空船的土星五号运载火箭点火

估计有一百万人在肯尼迪航天中心周边公路和海滩观看阿波罗十一号发射升空。前总统林登·约翰逊和夫人小瓢虫·约翰逊、時任副总统斯皮罗·阿格纽、美国陆军参谋长威廉·威斯特摩兰上将、四名内阁成员、19名州长、40位市长、60名大使和两百名国会议员观看发射实况。:474约3500名媒体工作人员现场报道:338，其中三分之二是美国传媒，剩下的来自55个国家和地区。33个国家直播发射实况，单美国估计就有2500万人收看。世界各地还有数以百万计的听众收听广播。:474理查德·尼克松总统与手下航空航天局联络员、阿波罗宇航员弗兰克·博尔曼一起在椭圆形办公室观看火箭发射。
1969年7月16日13时32分，装载阿波罗十一号太空船的土星五号运载火箭点火。起飞13.2秒后，火箭转向72.058°飞行方位角。点火2分42秒后，第一级火箭发动机关闭并脱离，随后二级火箭发动机点火。起飞约9分8秒后，二级发动机关闭并分离，三级发动机数秒后点火。:106
阿波罗十一号点火12分钟后飞入近圆形地球轨道，远地点高度185.9公里，近地点高度183.2公里。绕轨道旋转一周半后，三级火箭发动机第二次点火，航天器于6时22分13秒点火切入地月转移轨道。约30分钟后，坐在左侧的科林斯操纵控制装置，把“哥伦比亚号”与第三级火箭分离并旋转180度，再与火箭上的“鹰号”对接组成完整的登月航天器。此后，哥伦比亚号和鹰号的组合体将进入绕月轨道，而残余的三级火箭则掠过月球，:374–375:106，如此一来火箭将不会撞上航天器、地球或月球。火箭掠过月球时产生弹弓效应，进而飞入太阳轨道。:7
7月19日17时21分50秒，阿波罗十一号经过月球背面，服务舱的推进发动机点火，使之进入绕月轨道:106。宇航员在接下来绕月球飞行30多圈期间观察萨宾D陨石抗西南方向约19公里的静海南部着陆点，游骑兵八号和测量员五号无人自动探测器的观测表明此处地形比较平整，不大可能威胁着陆或舱外活动，故为首选着陆点。着陆点在测量员五号降落点东南方向约25公里，游骑兵八号西南方向约68公里:130。

### 降落

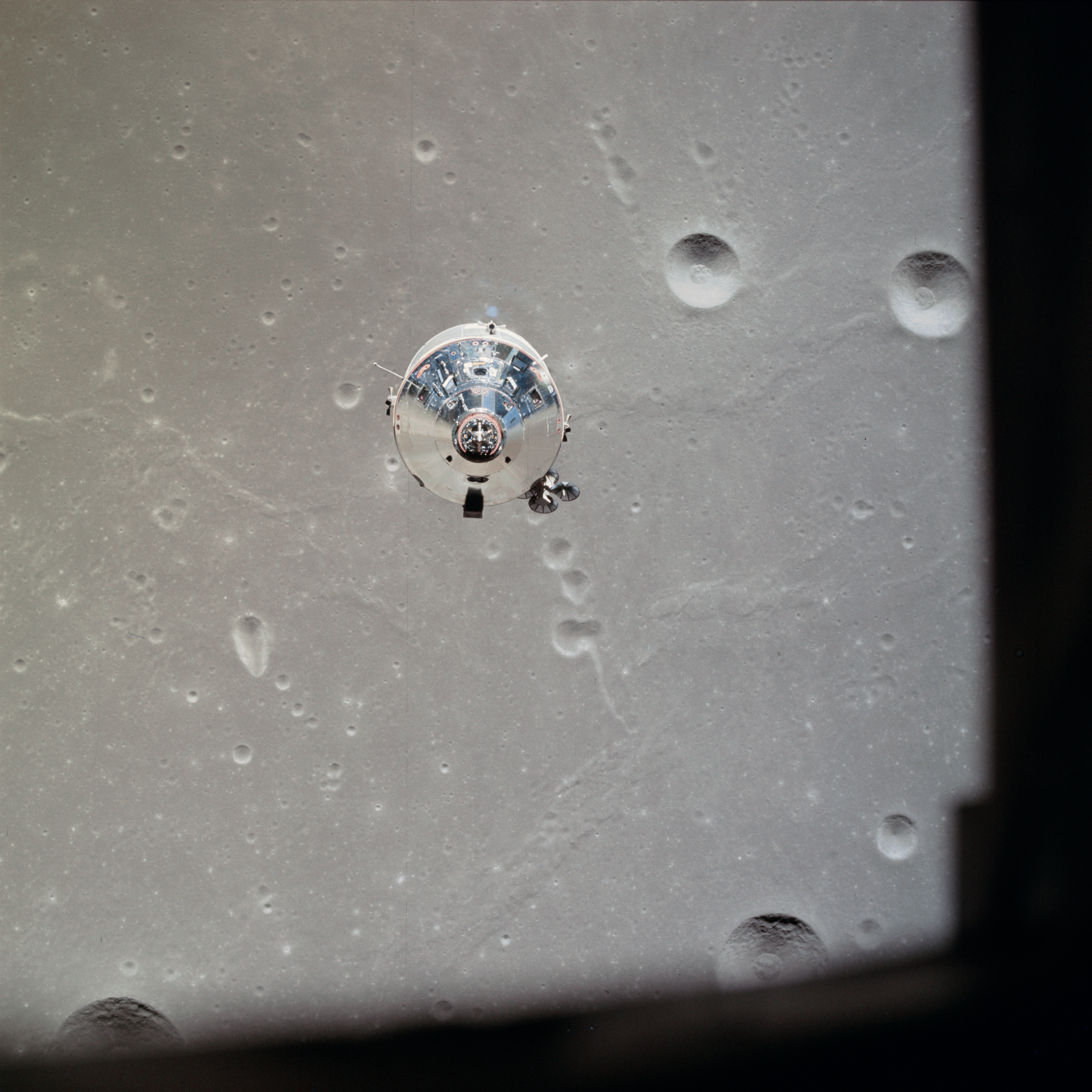
“鹰号”拍下绕月轨道上的“哥伦比亚号”

7月20日12时52分，奥尔德林与阿姆斯特朗进入“鹰号”准备向月表降落:106。“鹰号”17时44分脱离“哥伦比亚号”:107，科林斯独自留在“哥伦比亚号”检查眼前旋转的“鹰号”，确保没有损伤且起落架正常部署:9:209。阿姆斯特朗此时欢呼：“老鹰有翅膀啦！”:209
登月舱开始下降，阿姆斯特朗与奥尔德林发现飞过地标的时间比预计要早两到三秒，这会导致“鹰号”实际着陆点偏移到目标位置以西好几公里外。登月舱飞行速度太快，估计是由質量瘤导致，高质量集中物体可能改变活动轨迹。飞行主管克兰兹推断这是对接通道的额外气压引起，或是“鹰号”的回旋动作所致。:220–221:82

下降段发动机点火五分钟后，“鹰号”位于月表上方1800米，登月舱制导计算机首度出人意料地发出1201和1202程序警报。计算机工程师杰克·加尔曼在任务控制中心告知制导员史蒂夫·巴尔斯可以继续下降，消息进而转达宇航员。1201和1202程序警报代表“执行溢出”，意指制导计算机无法即时完成全部任务，必须推迟部分。:210–212麻省理工学院查尔斯·斯塔克·德雷珀实验室阿波罗制导计算机编程主任玛格丽特·汉密尔顿事后回忆：
把阿波羅十一號的問題怪到電腦上，就跟怪罪發現火災並通知消防隊的人一樣。那台计算机不但能识别错误，还包括全套修复程序。当时软件不过是排除低優先任務，重建高优先任务，近而避免强制中止。如果计算机没有发现问题并采取措施，我怀疑阿波罗十一号还能像当时那样登月。

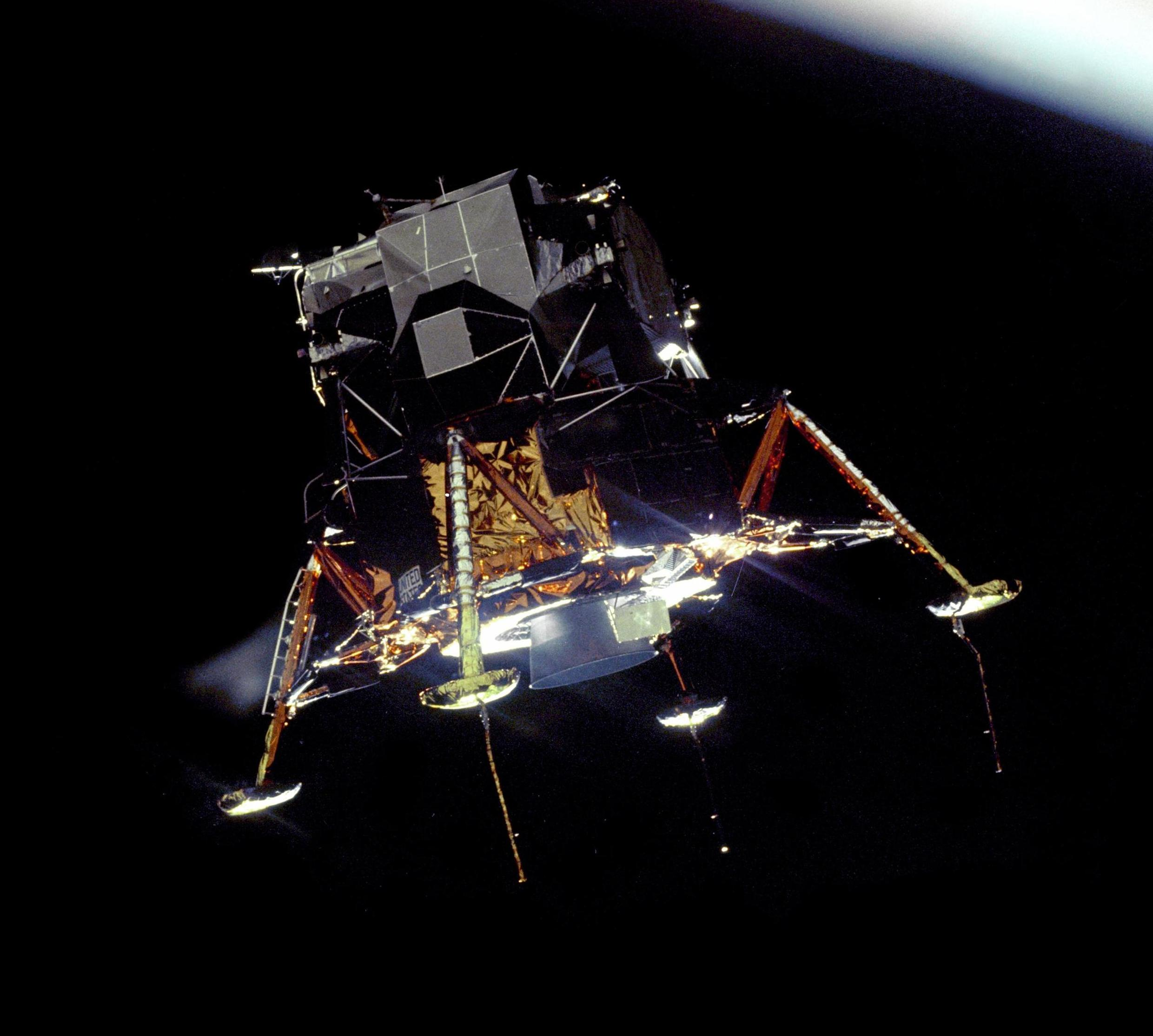
“哥伦比亚号”拍下绕月轨道上的“鹰号”

任务期间专业人员判断计算机报障的原因是交会雷达开关位置错误，导致计算机同时处理交会与着陆雷达的数据:190–192。软件工程师唐·艾尔斯2005年的制导与控制会议论文指出，故障是由硬件设计缺陷引起，在首次无人登月舱任务阿波罗五号测试期间也曾出现。交会雷达需要保持开启，以便紧急中止着陆时无需等待设备预热，正常情况交汇雷达开机对制导计算机没有影响，但两种模式的时间信号源不同步，信号源相位角由设备开机顺序决定，电相位差异令耦合数据单元持续更新计数器，进而引多虚假周期挪用，导致计算机报警。

### 登月
阿姆斯特朗看向窗外，发现计算机设定着陆目标在约91米高的陨石坑（后来得知是西坑）东北不远处，地面到处都是大石头，于是他启动半自动控制:196:195–197。他一度考虑在巨石场附近降落以便收集地质样品，但因水平速度太快无法做到。奥尔德林在降落期间把导航数据报知阿姆斯特朗，后者忙于驾驶“鹰号”。距月表只剩33米时，阿姆斯特朗知道推进剂即将耗尽，决定在下一个合适地点着陆。:197
阿姆斯特朗驾驶航天器飞向发现的平整地面，但离地76米时又发现那里有陨石坑。他偏离陨石坑并飞向另一处平坦地面，此时离地只有30米，推进剂还能坚持90秒。发动机激起月表尘埃，影响宇航员判断航天器活动情况的能力。巨石从尘埃形成的云雾冒出来，阿姆斯特朗利用石头判断航天器速度。:198–199
“鹰号”起落架脚垫上连有三条1.7米长的着陆探针，一旦接触陆地就会在艙内亮灯，奥尔德林在登月舱着陆前片刻看到灯亮后大喊：“触地灯亮了！”阿姆斯特朗此时忘记马上关闭发动机，工程师担心发动机废气会从月表发弹，导致发动机爆炸，但指令长在三秒后“鹰号”着陆时才关掉发动机。:199奥尔德森马上宣布“好了，发动机已停。登月舱姿态控制杆制动脱离。”阿姆斯特朗确认“制动脱离，转为自动模式。”奥尔德林回复：“模式控制——双自动。下降发动机超控解除，预位解除。已显示413。”:226

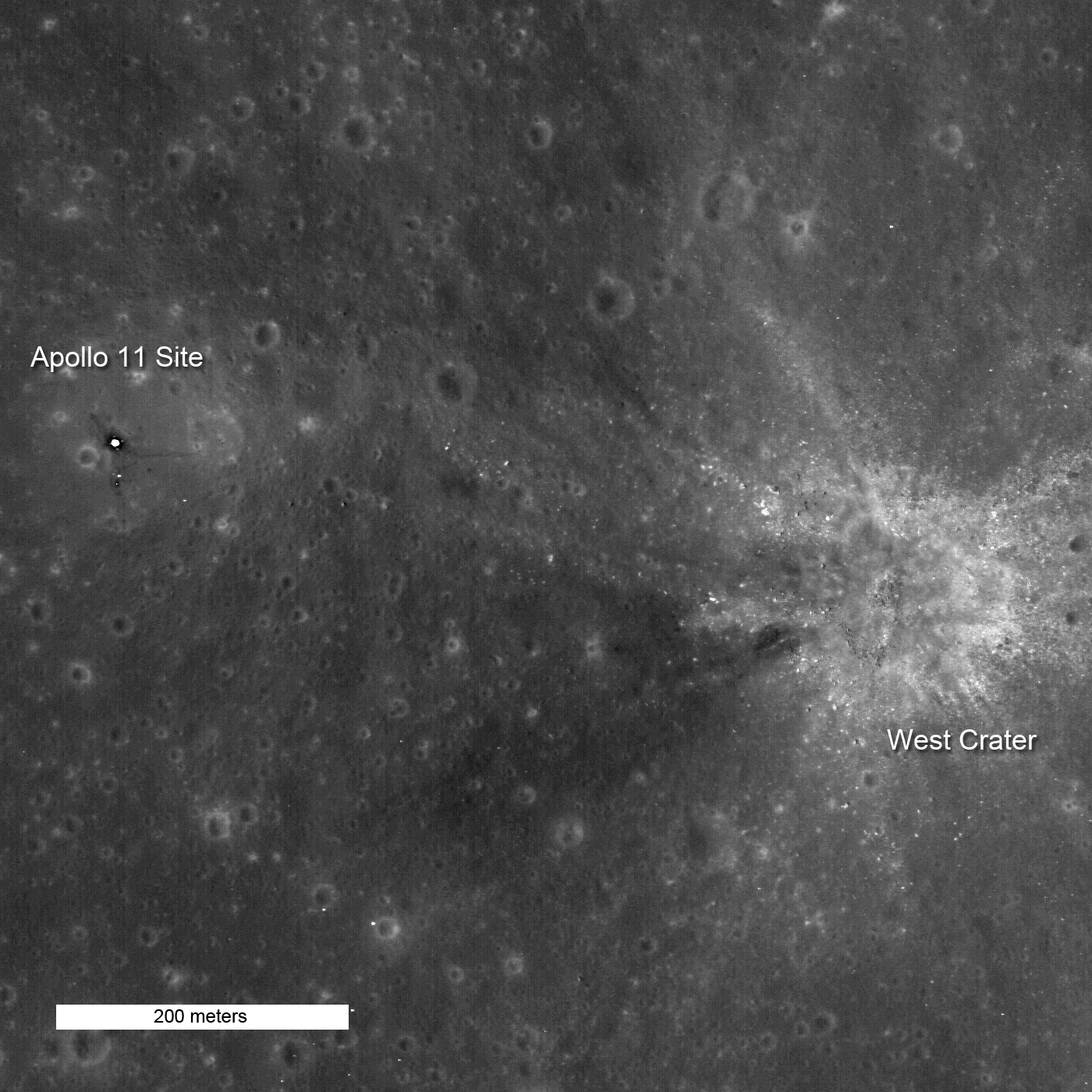
着陆点和西坑位置对比

登月舱制导计算机收到姿态控制杆制动脱离的信号后命令反推力系统点火。“制动脱离”表明控制杆不在中心位置，控制杆中央有弹簧，就像汽车转向灯杆。制导计算机地址413表示登月舱着陆与否变量。
“鹰号”在7月20日20时17分40秒着陆，只剩98公斤推进剂。登月期间宇航员和地面任务控制人员获得的数据表明登月舱只能再维持动力飞行25秒，此后就只能毫无安全保障地自行着陆。:295不过，任务过后的重新分析表明实际时间可能接近50秒，阿波罗十一号着陆时所剩燃料比此后绝大多数阿波罗任务都少，而且宇航员遇到的燃料不足警告为时过早，事后分析表明这是因为推进剂在储罐的“晃荡”幅度超过预期，导致容量传感器过早露出，后来的任务为此增加防晃挡板。
阿姆斯特朗确认奥尔德林已完成着陆后检查，重复“发动机关闭”，然后告知航天器通讯员杜克：“休斯敦，这里是静海基地。‘鹰号’已經着陆。”阿姆斯特朗自行把呼号从“鹰”改成“静海基地”，向听众强调登月舱已顺利着陆。杜克在任务控制中心表示很高兴一切顺利，激动之下还在重复宇航员的话时把“静海基地”念错：“收到，金…静海，地面收到你的信息。这里一大帮人一直憋着气，脸都紫了，现在大家终于能喘口气儿，太感谢了。”

登月舱着陆两个半小时后，奥尔德林在准备舱外活动前以无线电告知地球：
登月舱驾驶员呼叫。我想借此机会请求所有聽众暂停片刻，无论他们是谁、身在何处，想想过去几小时的风云变幻，以自己的方式致谢。
接下来他私下举行圣餐仪式，由于此时航空航天局还在与反对阿波罗8号宇航员朗读创世记的无神论者麦达琳·默里·欧黑尔打官司，欧黑尔要求宇航员不得在广播时开展宗教活动，所以奥尔德林避免直接提及月表圣餐仪式。奥尔德林是德克萨斯州哈里斯县韦伯斯特長老宗元老，他的圣餐包由教堂牧师迪恩·伍德拉夫准备。奥尔德林在月表使用的圣餐杯由韦伯斯特长老会保留，此后每年都在最接近7月20日的礼拜日举行纪念仪式。:204, 623根据任务时间安排，宇航员可以在着陆后睡五小时，但两人都自认睡不着，为提前开始艙外活动准备:21–22。

### 月表作业

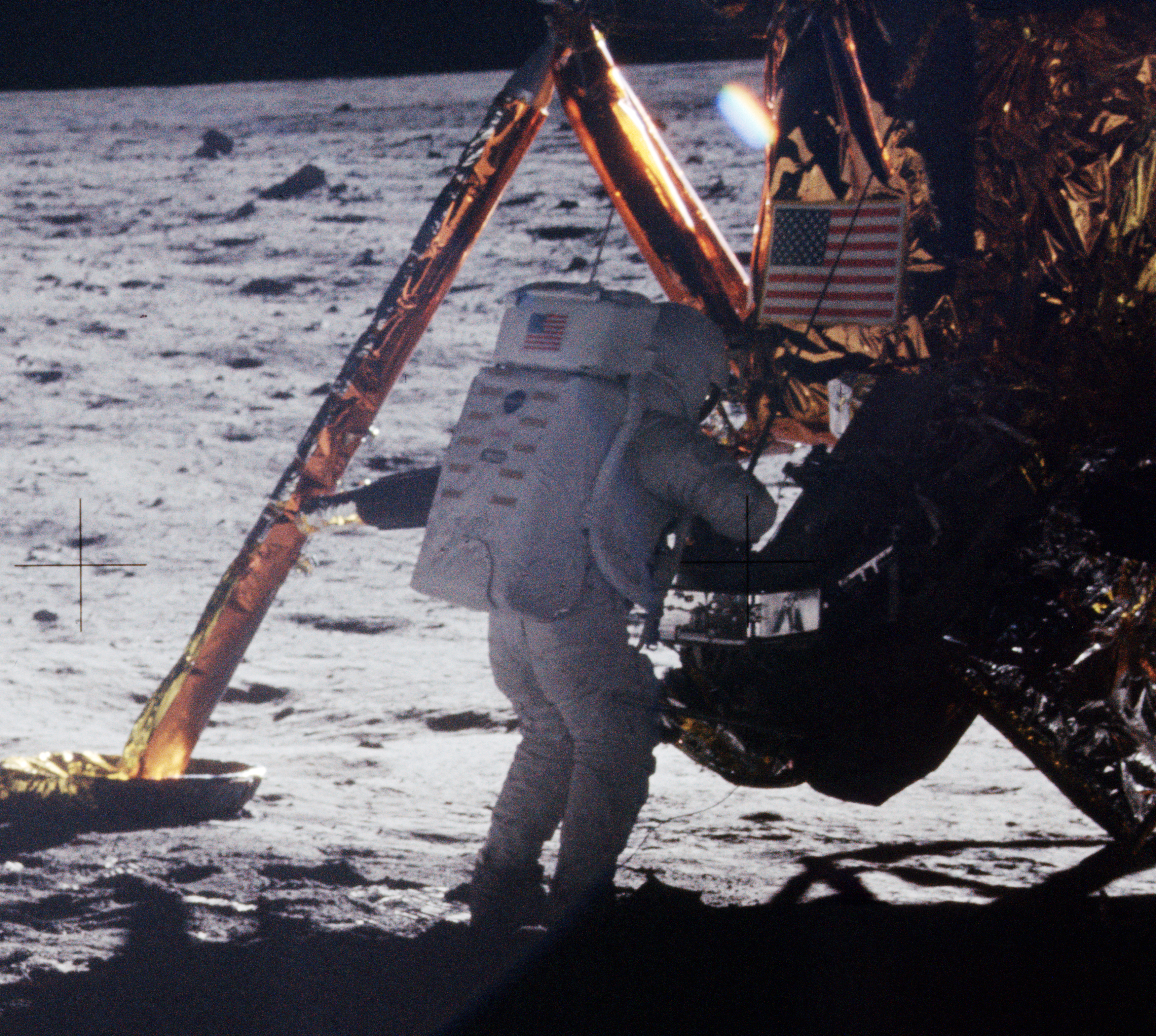
奥尔德林拍下阿姆斯特朗的照片，月表活动大部分时间都是指令长手持相机，所以阿姆斯特朗的照片很少

7月20日23时43分，阿姆斯特朗和奥尔德林开始准备月球行走:107。原计划准备过程耗时两小时，但实际花掉三个半小时。在地球训练时，所有必需品都已预先备好，实际登月时舱内还有大量其他物品，如检查清单、食品包和工具:22。着陆6小时39分钟后，阿姆斯特朗和奥尔德林准备出艙，“鹰号”减压:215。
“鹰号”舱门在7月21日2时39分33秒开启:107，阿姆斯特朗背上主生命保障系统背包后容易卡住舱门。宇航员在月表进出登月舱时心率很高:115–120。2时51分，阿姆斯特朗开始降落月表，视线因胸前的遥控装置所阻看不到双腿。他爬下九级梯子，拉出“鹰号”侧面的D形环，部署模块化设备收纳组件，启动电视摄像机。
阿波罗十一号采用与广播电视不兼容的慢扫描电视，需在特殊监视器显示，再由传统电视摄像机拍摄就会大幅降低画质。美国戈德斯通收到信号，澳大利亚堪培拉附近的金银花溪追踪站信号更保真。几分钟后，信号转由更加敏锐的澳大利亚帕克斯天文台接收。虽有技术和天气制约，但人类首次月表舱外活动那幽灵般的黑白影像还是吸引全球至少六亿观众收看。这段视频的广播格式副本存量很大，不过航空航天局一贯重复利用磁带，保存最初月表慢扫描电视信号源的磁带很可能因此被毁。
阿姆斯特朗形容月尘“非常细”，“和粉末差不多”，然后在2时56分15秒、即着陆六个半小时后从“鹰号”起落架脚垫踏上月表，宣布“这是个人一小步，人类一大步”:108。
电视信号中听不到“个人”的“个”字，所以世界各地的直播节目没有报道。阿姆斯特朗后来接受采访时表示他说的应该是“个人一小步”，此后引述这句话的文稿便以括弧加上“个”字。估计阿姆斯特朗的口音导致他把两个字发音连在一起，也可能是因为帕克斯天文台附近风暴导致信号时断时续所以听不到这个字。近期数字分析结果表明宇航员所说的“个”字可能被静电声掩盖。另有分析认为所谓静电、信号断断裂裂的说法只不过是挽救脸面，阿姆斯特朗后来承认当时漏说“个”字。
阿姆斯特朗踏上月表七分钟后就用棍子和样品袋收集好应急土壤样品，再把袋子折起来放入右大腿处口袋。这样即便发生紧急情况、宇航员必须取消舱外活动返回登月舱也有土壤样品带回地球。收集土壤样品12分钟后:108，他把模块化设备收纳组件上的电视摄像机取下，拍摄着陆点周围全景，再把摄像机装上三角架。电视摄像头部分线缆缠在一起，舱外活动期间随时可能绊倒宇航员。哈苏相机拍摄静态照片，可手控或装上阿姆斯特朗的航天服。:23奥尔德林也来到月面，形容眼前景像“壮丽荒凉”。
月球重力只有地球六分之一，阿姆斯特朗自称在月表活动“可能比在模拟器还容易……到处走走绝对没问题”。奥尔德林在月面尝试各种行走方法，如像袋鼠般并腿跳。主生命保障系统背包令宇航员不由自由地向后倒，不过两人在保持平衡上没有什么大问题。阿姆斯特朗与奥尔德林最后决定大跨步行走，还称需提前六七步计划路线。月表细腻的土壤很滑，奥尔德林表示，从阳光照射位置走到“鹰号”的影子里时，航天服内没有温度变化，但头盔在有光时更暖和。模块化设备收纳组件无法提供平稳工作台，而且阳光照不到，拖慢工作进度。宇航员工作期间扬起灰色尘土，弄脏航天服外部。:23

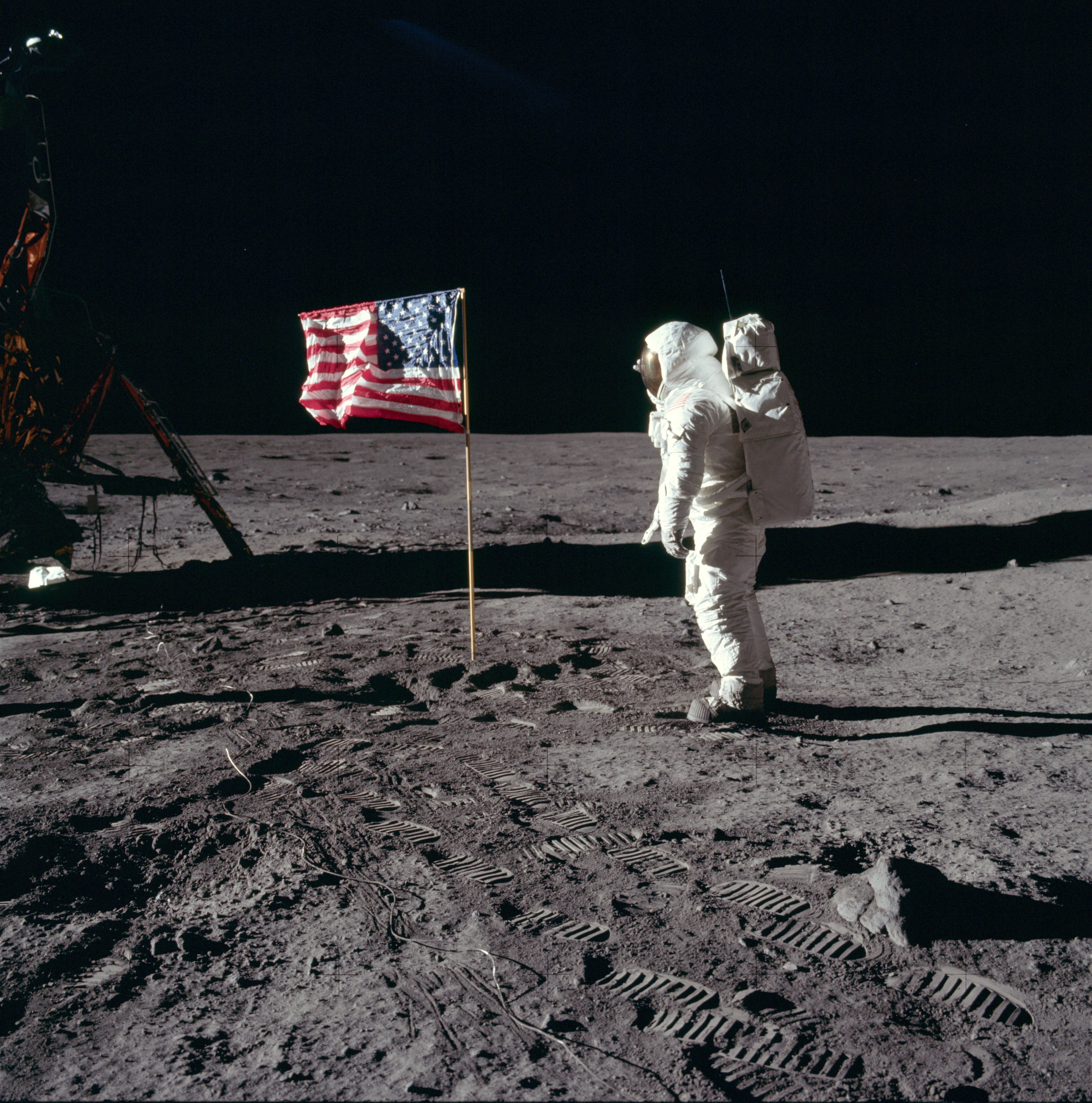
奥尔德林向月表竖立的美国国旗敬礼

宇航员在电视摄像头前立下装有美国国旗的月球国旗组件，据奥尔德林事后回忆，升旗是他最想在月表顺利完成的职责。国旗的伸缩杆很难操作，月表土壤坚硬，宇航员反复尝试都只能把杆插入五厘米，奥尔德林担心国旗会在亿万电视观众眼前倒下，但还是向国旗致以“干净利落的西点式军礼”。
奥尔德林准备为阿姆斯特朗与国旗拍摄合照时，地面发来尼克松总统的电话无线电传输信号，总统本人称这是“白宫史上最具历史意义的电话”。尼克松原计划在电话中长篇演说，但后来接受博尔曼建议长话短说。
尼克松：尼尔、巴兹，你们好，我在白宫椭圆形办公室给你们打电话。这肯定是白宫史上最具历史意义的电话。言语已经无法形容我有多为你们感到骄傲，每个美国人都会把这当成生命中最自豪的一天。我敢肯定，全世界人民都会像美国人一样认识到这是多么伟大的壮举。你们让天空与人类世界同在，从静海与我们交流，激励我们加倍努力为地球带来和平与安宁。这是人类历史上无比宝贵的时刻，全世界人民万众一心，为你们的成就骄傲，为你们安全返回地球祈祷。
阿姆斯特朗：感谢总统先生。我们在此不但代表美国，更代表所有国家的和平民众，带着兴趣和好奇心，以及人类对未来的愿景，我们对能在此参与今天的盛举深感荣幸。

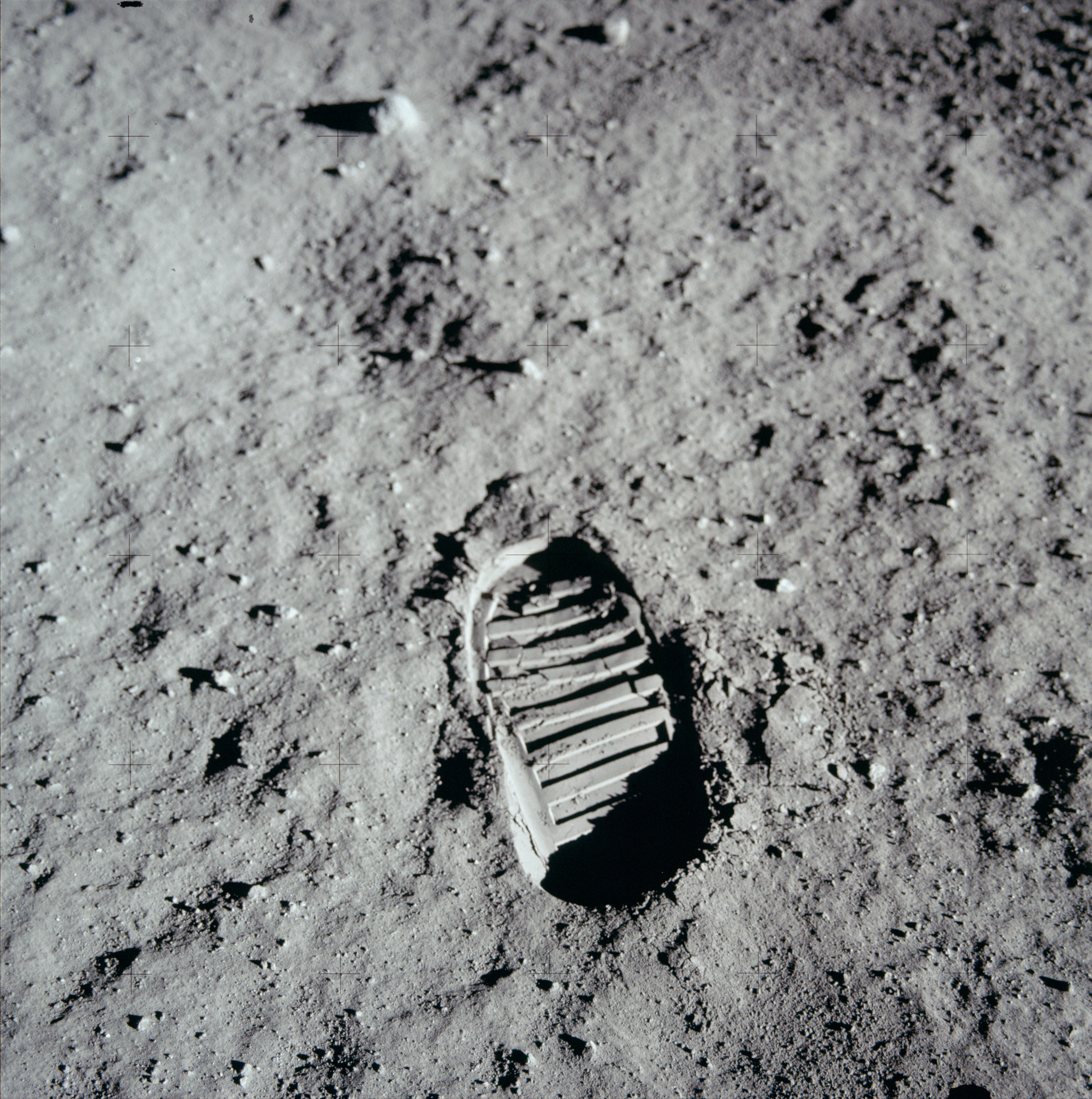
奥尔德林为测试月球表岩屑特征留下的脚印

宇航员部署早期阿波罗科学实验包，其中包括用于测量月震的被动地震实验包，还有用于月球激光测距实验的后向反射器阵列。接下来阿姆斯特朗走到距登月舱60米位置拍摄小西坑边缘照片，奥尔德林收集两份岩芯样品。奥尔德林用地质锤敲打插入月表的取样管（除此以外地质锤在阿波罗十一号任务期间没有其他用途），但只能打进去15厘米。两人用加长手柄的勺子和钳子收集岩石样本，月表大部分活动耗时超过预期，所以他们在规定的34分钟时间只余一半时停止记录样本。奥尔德林朝装岩石的箱里铲入六公斤泥土，确保严丝合缝，样品不会晃动。:28–29两人收集的地质样品包含玄武岩和角砾岩两类岩石，岩石样本中有三种新矿物：阿姆阿尔柯尔矿石、静海石和三斜铁辉石，其中阿姆阿尔柯尔矿石是以阿姆斯特朗、奥尔德林和科林斯命名。三部矿物后来都在地球发现。

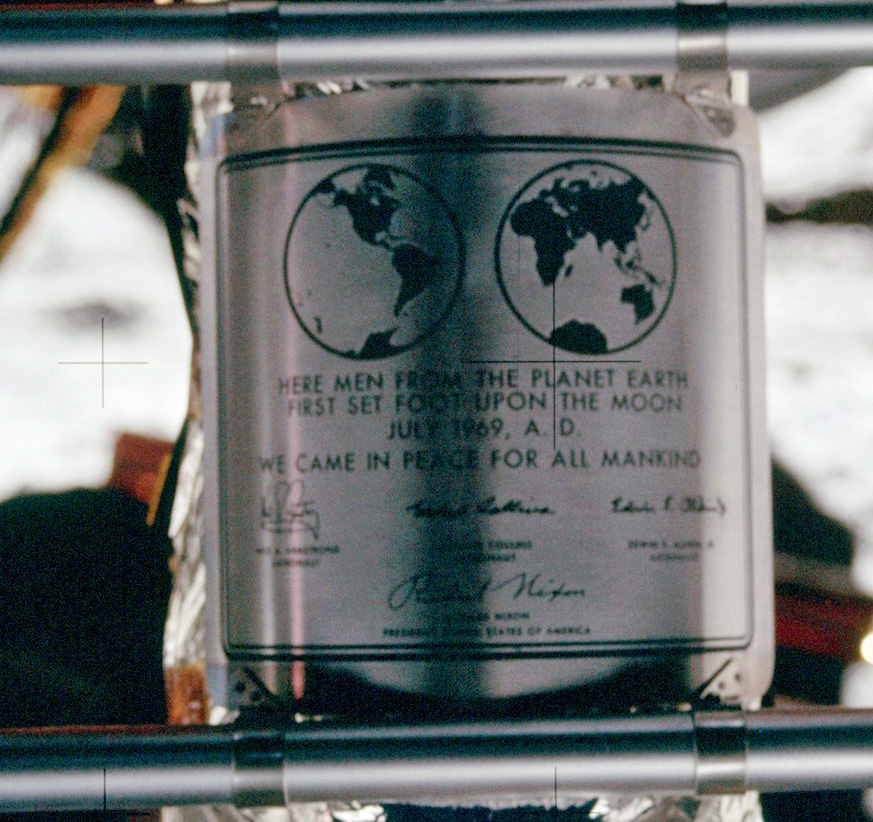
留在“鹰号”梯子上的登月纪念牌

阿姆斯特朗在月表时发现登月舱梯子上装有登月纪念牌，上面有地球东、西半球的图像、宇航员和尼克松总统签名，中间的题词写道：
公元1969年7月，地球人首次踏上月球。我们代表全人类和平而来。
尼克松政府要求题词中加入意指神的内容，航空航天局于是以年份有歧义为由加上“公元”字样，意指基督纪年。
任务控制中心用编码暗号向阿姆斯特朗示警，称他的新陈代谢率很高，应该放慢速度。时间不足导致他在各种任务间疲于奔命，考虑到宇航员在月表行走时的代谢率低于预期，任务控制中心为两人延长15分钟任务时间。阿姆斯特朗在2010年接受访谈时表示，当时还没有证据证明主生命保障系统背包需消耗多少冷却水来处理人体产生的热量，所以航空航天局为第一次月球漫步规定的时间和距离有限。

### 月面起飞
奥尔德林先返回“鹰号”，宇航员用人称月球设备输送机的滑轮传送带把胶片和装有21.55公斤月球样品的两个样品盒运入登月舱口。事实证明这种传送装置效率很差，以后的阿波罗任务都是宇航员手工把设备和样品搬回登月舱。阿姆斯特朗提醒奥尔德林，袖袋里有装纪念品的袋子，奥尔德林把袋子扔下，阿姆斯特朗再跳上第三级梯子并爬进登月舱。改接登月舱生命保障系统后，宇航员抛出主生命保障系统背包、月球鞋、没有胶片的哈苏相机等设备，减轻登月舱上升段重量准备返回绕月轨道。舱口在5时11分13秒关闭，接下来他们为“鹰号”加压并睡觉休息。

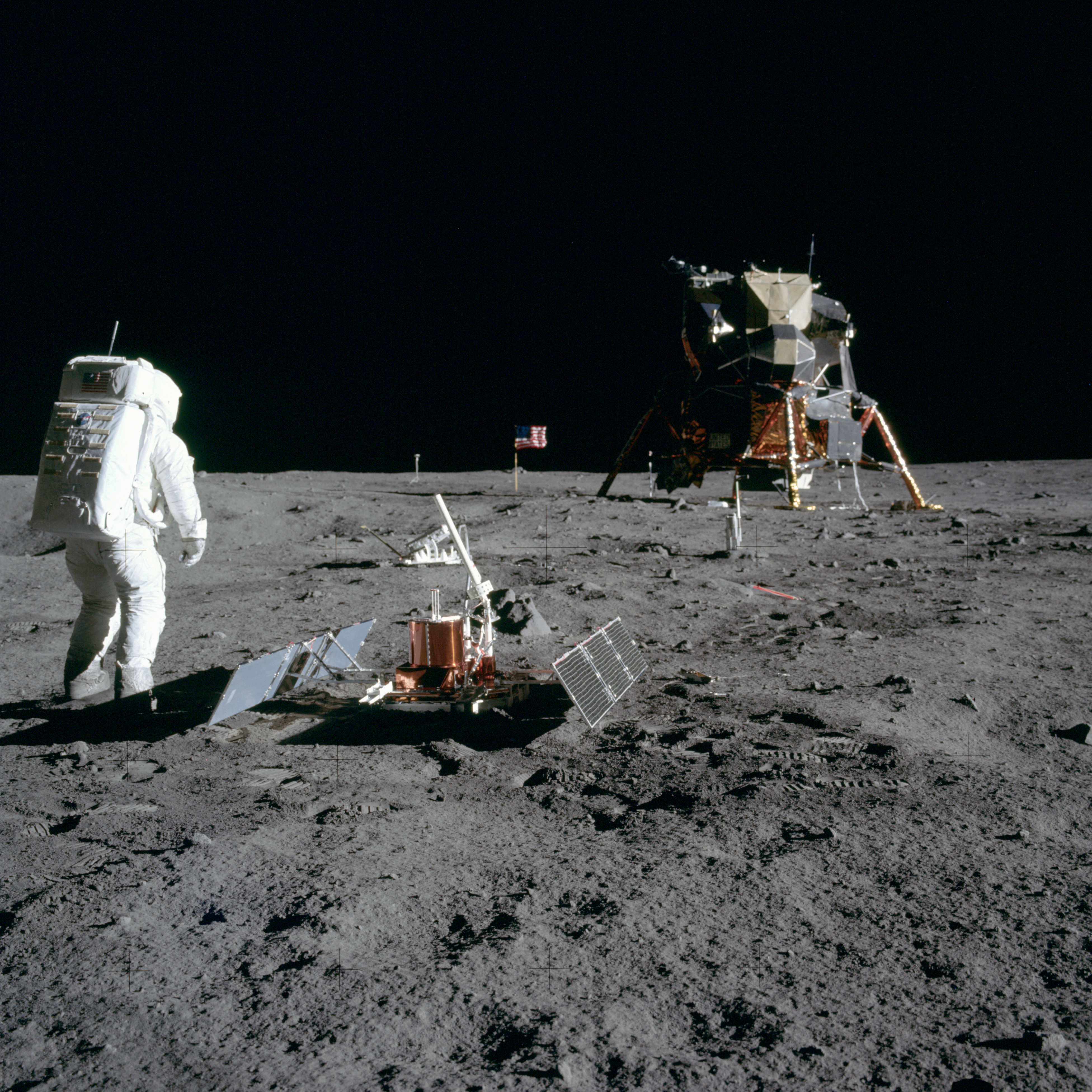
奥尔德林与旁边的被动地震实验包，背景是“鹰”号

为总统撰写演讲稿的威廉·萨菲尔备有月球灾难稿件，万一阿波罗十一号宇航员被困月球就由尼克松宣读。稿件放在萨菲尔交给尼克松手下白宫办公厅主任H·R·霍尔德曼的备忘录里，备忘录包含行政机构遇到此类灾难时应当如何应对的建议。根据方案，任务控制中心应当“关闭（与登月舱的）通讯”，举办类似海葬的公共仪式，神职人员“赞美他们抵达深渊最深处的灵魂”。演讲稿引经据典，结尾意指鲁珀特·布鲁克的第一次世界大战诗篇军人。
奥尔德林进入登月舱时意外损坏主发动机启动升空所需的斷路器，可能导致发动机预位后无法点火，人员困在月球，所幸实践证明毡头笔就能启动开关。
“鹰号”在月表停留超过21个半小时，宇航员除科学仪器外还留下阿波罗一号任务徽章，纪念1967年1月测试时死于火灾的三名宇航员；纪念苏联宇航员弗拉基米尔·米哈伊洛维奇·科马罗夫和加加林的纪念章，两人分别在1967和1968年去世；装有金质橄榄枝复制品的纪念袋，橄榄枝是和平的传统象征；带有艾森豪威尔、肯尼迪、尼克松总统及其他73个国家和地区领导人善意信息的硅碟。碟内还有美国国会领袖名单、参议院和众议院负责航空航天局法案的四大委员会成员名单，还有航空航天局历任高管姓名。

着陆点与照片拍摄位置分布

休斯顿在宇航员休息约七小时后叫醒他们准备返航。两个半小时后，“鹰号”上升段在17时54分升空，与绕月轨道上的“哥伦比亚号”和科林斯会合。:108登月舱上升段起飞后拍摄的视频表明，距下降段约八米的美国国旗在上升段发动机尾气下剧烈抖动。奥尔德林正好看到国旗倒下的一刻：“登月舱上升段分离后……我主要关注计算机，尼尔仔细观察姿态指引仪，我抬头看了一会儿，看到国旗倒下。”:219后来的阿波罗任务都把国旗插得离登月舱更远。

### 绕月飞行的“哥伦比亚号”
科林斯独自随服务与指令舱绕月飞行，但他从未感到孤独，笑称“自亞當以来，还没有人感受过这般孤独”:402。科林斯自认是本次任务非常重要的一分子，他的自传写道：“这是三个人的征程，我这份与另外两份同样重要”。:402“哥伦比亚号”每次飞到月球背面都会与地球中断无线电通讯48分钟，但他自认不觉得害怕或寂寞，而是感到“意识坚定、满怀期望、深感满足、充满信心，甚至欣喜若狂”:402。
科林斯的首要任务包括识别月表登月舱，为便于他寻找目标，任务控制中心用无线电告知登月舱应该在离预定目标约6.4公里位置。但是，每次从疑似登月地点经过时他都没找到登月舱。第一次经过月球背面时，科林斯开始清理维护服务与指令舱，倒掉燃料电池生成的水，清理机舱准备迎接阿姆斯特朗和奥尔德林回归。:401–407
科林斯第三次飞到月球背面时，任务控制中心告知冷却液温度有问题。如果温度太低，“哥伦比亚号”部分位置会冻结，建议他改用手动控制并执行环境控制系统17号故障排除程序。但是，科林斯把系统开关从自动转为手动后又拨回自动，然后继续清理维护机舱，同时密切留意温度。“哥伦比亚号”与地球的联系恢复后，他告知休斯敦问题已经解决。据科林斯的自传透露，他用此后几次飞到月球背面的时间“放松”。奥尔德林与阿姆斯特朗完成舱外活动后，科林斯睡觉等待航天器会合。飞行计划要求“鹰号”飞向“哥伦比亚号”会合，但科林斯也做好准备，在紧急情况下驾驶“哥伦比亚号”飞向“鹰号”会合。:406–408, 410

### 返航

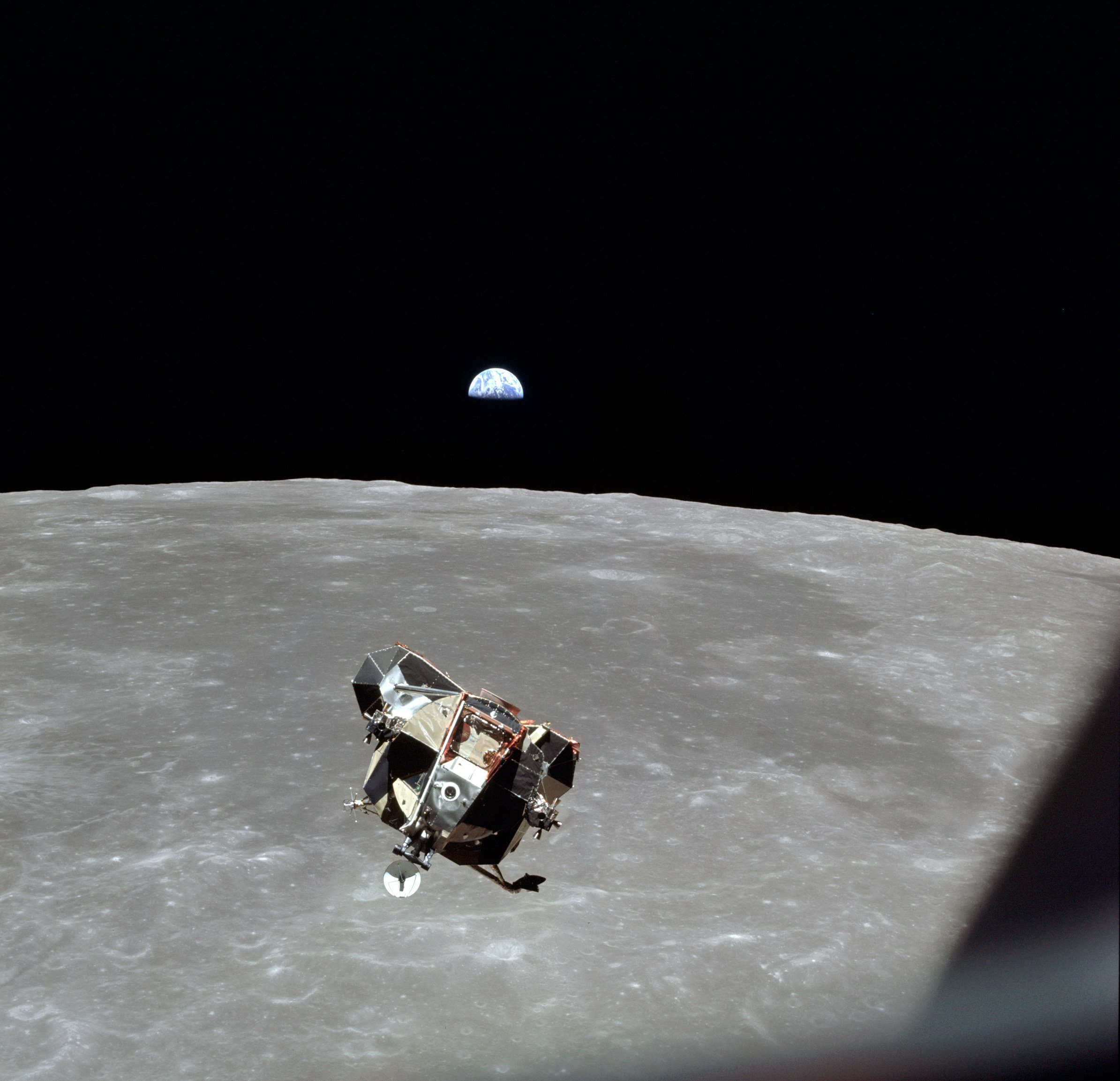
“鹰号”上升段靠近“哥伦比亚号”

“鹰号”在7月21日21时24分与“哥伦比亚号”会合，并在21时35分对接。23时41分，宇航员抛弃“鹰号”上升段。:109。阿波罗十二号发射前，“鹰号”可能还在月球轨道飞行，后来的航空航天局报告表明“鹰号”已经偏移轨道，估计在月表“某处”坠毁。

7月23日，三名宇航员在航天器溅落前夜开始最后一次电视广播，科林斯在镜头前道：
……把我们送入轨道的土星五号运载火箭机械结构极其复杂，各部分运行完美无缺……我们始终对设备正常工作充满信心，这一切都是靠无数人的心血、汗水和泪水才变成现实……现在大家只能看到我们三人，但背后还有成千上万的人为此劳心尽力，我想对他们说一声：“十分感谢”。:222
奥尔德林道：
这远不仅是三人到月球执行任务，也不仅是政府、承包商团队、甚至单个国家的功劳。我们觉得这象征全人类探索未知时永不满足的好奇心……回首过去几天，我想到《詩篇》中的话语：“想到您双手创造的天国，您摆列的月亮星辰。人类到底算得了什么，竟让您如此顾念？”:222

阿姆斯特朗最后发言：
本次飞行承载的责任源于历史，源自过去为此不懈努力的科学巨匠，源于表达意愿的美国人民、落实人民意愿的四届政府和国会，还有土星（五）号、哥伦比亚号、鹰号，在月表充当小型航天器的航天服和背包。我们要特别感谢所有建造航天器的美国人民，他们为建造、设计和测试呕心沥血。今晚我们特别感谢大家，感谢其他所有收看或收听的人，天神保佑。阿波罗十一号祝您晚安。:222 
阿波罗十一号返程期间，关岛追踪站的轴承故障，可能导致航天器返航最后一段时间与地球通讯中断。时间太短，根本不可能从正常途径安排维修，但站长查尔斯·福斯请十岁的儿子格雷格帮忙，把小手伸进机器外壳，用油脂修复设备。阿姆斯特朗事后向格雷格致谢。

### 溅落与隔离

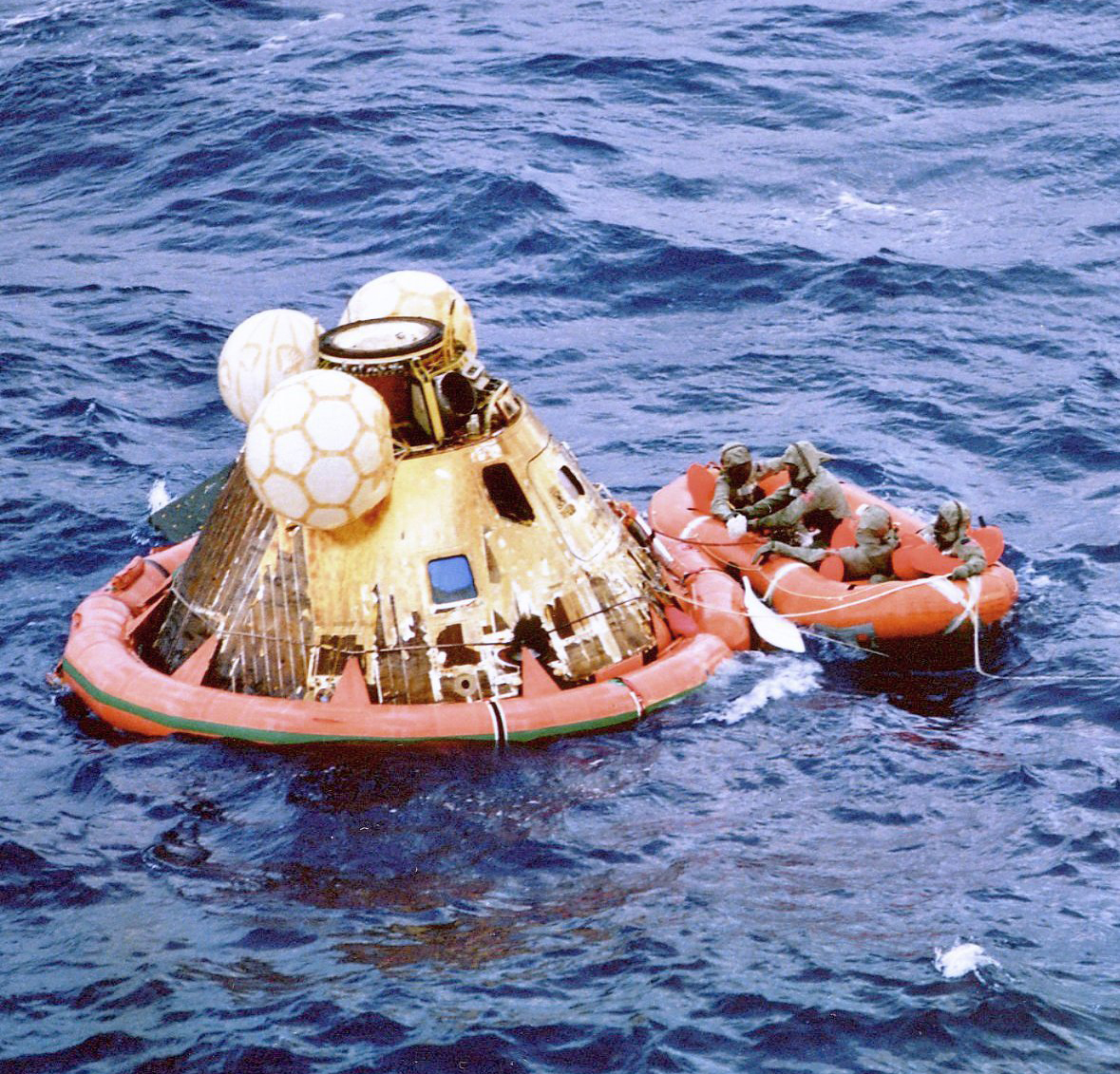
“哥伦比亚号”在海上漂浮，海军潜水员协助宇航员转移

阿波罗十号5月26日溅落后由普林斯顿号航空母舰搜救上岸。6月5日，卡尔·塞伯利希上校执掌的大黄蜂号航空母舰获选取代普林斯顿号搜救阿波罗十一号。:3“大黄蜂号”此时停在位于加利福尼亚州长滩的母港:21。7月5日抵达珍珠港后，“大黄蜂号”搭载专门负责搜救阿波罗航天器的第四直升机反潜中队SH-3海王直昇機、水下爆破队阿波罗分队的专业潜水员、35人组成的航空航天局搜救队，以及约120名传媒人士。为腾出空间，“大黄蜂号”大部分舰载机部队留在长滩，舰上还有用于训练的指令舰质量模拟器等特殊设备。:38–43, 71–72
7月12日阿波罗十一号还在发射台上时，“大黄蜂号”就离开珍珠港前往10°36′N 172°24′E / 10.600°N 172.400°E附近的中太平洋搜救区:85。尼克松、博尔曼、国务卿威廉·P·罗杰斯、总统国家安全事务助理亨利·基辛格乘空军一号飞到约翰斯顿环礁，再搭海軍陸戰隊一號飞到塞班島號航空母艦。在舰上休息一晚后，他们又乘海军陆战队一号飞到“大黄蜂号”参加持续数小时的庆典。航空航天局局长托马斯·潘恩从帕果帕果坐舰载固定翼运输机飞到“大黄蜂号”，然后与美国印度洋－太平洋司令部小约翰·席德尼·麦凯恩上将一起迎接总统一行。:107–108, 145–146
气象卫星尚未普及，但美国空军汉克·布兰德利从最高机密的间谍卫星图像获悉风暴即将抵达阿波罗十一号搜救区。布兰德利指出，风暴会令视线受阻，难以找到航天器，而且强烈的上层风“会撕碎他们的降落伞”，严重威胁宇航员安全。布兰德利安全许可级别不足，于是向珍珠港舰队天气中心主任小威拉德·休斯顿海军上校示警。太平洋载人航天搜救部队司令唐纳德·戴维斯海军少将根据两人说法建议航空航天局变更搜救区，三人提出如此建议都是在拿职业前程冒险。航空航天局最后接受建议，选在原地点东北方向约398公里。:136–137, 144–145
搜救地点变更意味着飞行计划也要调整，航空航天局为此采用过去从未用过的计算机程序顺序。常规再入程序是在P64后执行P67，如果采用跳跃式再入，就要用P65和P66分别操纵太空船跃离和再入大气层。阿波罗十一号无需跃离大气层，只要延长再入过程，所以在P65后直接启用P67，不启动P66。宇航员接到预警，进入P67阶段时航天器气动不对称（宇航员头朝下时气动升力最大）。第一道程序时，宇航员感受的重力加速度是6.5倍标准重力（64米/s2），第二道程序时是六倍（59米/s2）:28。
7月24日黎明前，“大黄蜂号”出动四架海王直升机、三架格鲁门E-1预警机。两驾格鲁门E1负责全面监视空域，剩下一架充当通信中继。两架海王起重机运载潜水和救援设备，一架携带摄像器材，另一架搭乘潜水员和飞行外科医生。:169–17016时44分，直升机看到“哥伦比亚号”放出稳定减速伞。七分钟后，“哥伦比亚号”掉入约翰斯顿环礁以南380公里、威克島以东2660公里，距“大黄蜂号”24公里海域，:109坐标位置13°19′N 169°9′W / 13.317°N 169.150°W:170。溅落点水温28摄氏度，浪高1.8米，有每小时31公里的东风，460米高空还有残云，能见度约19公里。侦察机飞到原定溅落点后汇报，那里的天气情况正如布兰德利和休斯顿所料。
“哥伦比亚号”濺落期间一度倒置，宇航员在落水不到十分钟时启动浮袋纠正:164–167。潜水员用海锚把航天器与头上盘旋的海军直升机相连，防止漂移:184–185。其他潜水员用浮环稳定舱体，摆稳救生筏协助宇航员转移:186–188。
潜水员把生物隔离服拿给宇航员，协助他们登上救生筏。宇航员基本不可能在月表接触任何病原体，但航空航天局为防万一还是在搜救点就开始隔离。宇航员身上由次氯酸鈉溶液擦拭，“哥伦比亚号”以聚维酮碘擦拭，去除可能残留的月尘。搜救人员用绞盘把宇航员送上直升机，直到进入“大黄蜂号”的隔离设施才能脱掉生物隔离服。装有去污材料的救生筏随后沉入大海。:164–167
直升机17时53分抵达“大黄蜂号”，并从升降机运入机库，宇航员下机后走到约九米外的移动隔离设施，开始长达21天的地球隔离期:199–200。此后的阿波罗十二和十四号宇航员溅落后也是如此隔离，后来航空航天局确信月球没有生命，无需再长期隔离宇航员:406–424。尼克松欢迎宇航员回地球：“你们的成就让全世界前所未有地团结在一起”。
尼克松离开后，4.5吨重的“哥伦比亚号”经起重机拉上“大黄蜂号”，随拖车一起放在移动隔离设施旁。接下来“哥伦比亚号”以可伸缩管道与移动隔离设施相连，以便取出月球样本、胶片、数据磁带等物品。“大黄蜂号”返回珍珠港，再用洛克希德C-141"星"式运输机把移动隔离设施送到载人航天器中心。7月28日10时，宇航员抵达月球物质回收和回归宇航员检疫实验所。“哥伦比亚号”送到福特岛失活，确保火工品置于安全状态后带到希卡姆空军基地，再由道格拉斯C-133货运霸王送到休斯敦，7月30日到达月球物质回收和回归宇航员检疫实验所。:166, 171–173
根据航空航天局7月16日发布的隔离规章制度《地外暴露法》，三名宇航员继续隔离。在航天器、移动隔离设施、月球物质回收和回归宇航员检疫实验所隔离共计三周后，他们终于拿到健康证明。1969年8月10日，反污染跨机构委员会在亚特兰大会晤，解除宇航员、航空航天局医师威廉·卡彭迪尔、移动隔离设施项目工程师约翰·平崎的隔离:118。“哥伦比亚号”同样不再隔离，但各部件需一直隔离到准许研究月球样品时止。

### 庆典

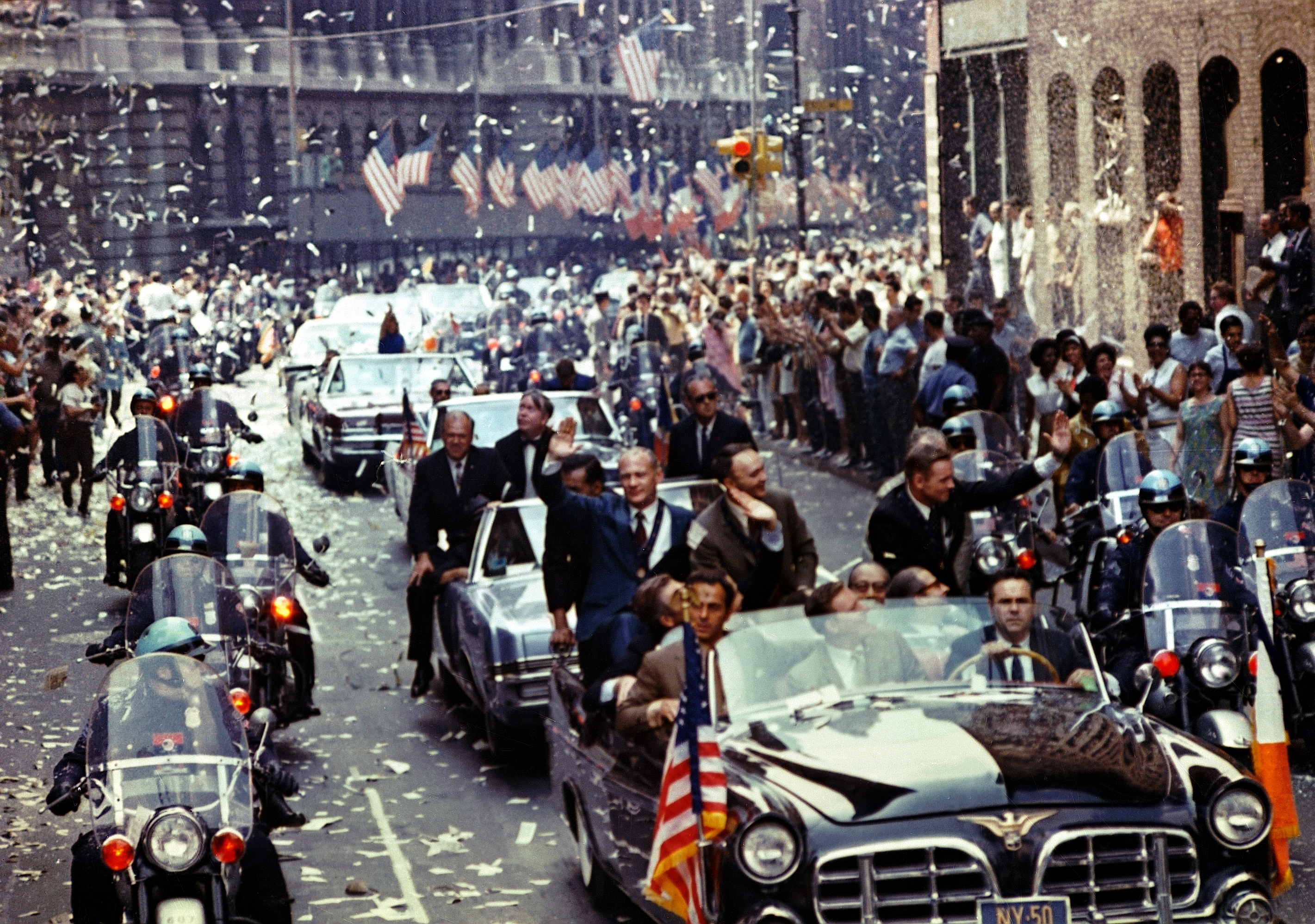
纽约纸带游行

8月13日，纽约和芝加哥以纸带游行向三名宇航员致敬，估计有600万人参加。洛杉矶世纪广场酒店当晚举办国宴，国会议员、美国首席大法官、44位州长和83个国家的大使出席。尼克松和阿格纽向宇航员颁发總統自由勳章。
1969年9月16日，三名宇航员在美國國會聯席會議演说，并向众议院和参议院各赠送一面曾带上月球的国旗。阿波罗十一号携带的美属萨摩亚旗帜在美属萨摩亚首府帕果帕果的简·海顿博物馆展示。
美国的庆典只是开始，三名宇航员随即走上为期38天的环球之旅，到访22个国家并面见众多领导人。旅程在9月29日开始，11月5日结束。许多国家发行登月第一人纪念币或邮票，杂志发行特刊。

## 影响

### 文化冲击
阿波罗十一号把人类送上月球后安全返回，达成肯尼迪总统八年前设定的目标。“鹰号”着陆时，任务控制中心屏幕上闪过肯尼迪的演讲词，伴随“1969年7月，任务圆满完成”字样。阿波罗十一号证明美国的技术优势，太空竞赛以美国胜利告终:288。阿波罗十一号过后，英语新增短语：“都能把人送到月亮上了，怎么会连……也不行？”阿姆斯特朗踏上月表时的名言成为各种恶搞目标。
大部分民众庆祝成就之时，部分美国人认为阿波罗十一号是国家民意分裂的象征，火箭发射前一天拉爾夫·阿伯內西带领群众在肯尼迪航天中心外抗议示威:283。潘恩与阿伯内西会晤，两人都希望太空计划推动美国贫困问题等各方面改善，潘恩随后同意抗议人群在场观看火箭发射。阿伯内西对发射的壮观景像叹为观止:338，忘记打算讲话的内容为航天员祈祷。还有民众强调种族和经济不平等，质问为什么不用花在阿波罗计划上的钱让人们过得更好。吉尔·斯科特-赫伦创作诗篇月上白鬼取材太空竞赛导致特别突出的美国种族不平等：
老鼠咬我妹妹内尔

（白鬼在月上行走）

她的脸和胳膊开始肿胀

（白鬼在月上行走）

我付不起医疗账单

（白鬼还在月上行走）

十年后还没付清

（白鬼还在月上行走）
全世界两成人口观看人类首次月球漫步。阿波罗十一号引起全世界关注，但却无法让美国对后续任务保持兴趣，这可能是因为登月太过复杂。把人送上月球的目标很好理解，但月球地质对于一般人来说过于抽象，而且肯尼迪把人送上月球的目标已经达成。清晰明确的目标有助于阿波罗计划逐渐落实，但达成目标后就难以找到足够理由继续登月任务。大部分美国人对国家在太空探索上的成就自豪，但20世纪60年代末只有一次蓋洛普民意调查结果表明大部分美国人希望“做得更多”而非更少。1973年，五成九的受访民众赞成削减太空探索开支。太空竞赛结束后，美苏冷战紧张局势缓和，通货膨胀加重同样促使政府减少开销。此时取得成就的政府项目不多，太空计划因此得以保留。美国行政管理和预算局副局长卡斯帕·温伯格呼吁不要大幅削减预算，以免让人产生“最好的时代已经过去”之感。
苏联官员在阿波罗十一号任务过后宣称人类登月既危险又没必要，该国此时准备用机器获取月球样本。苏联否认美苏两国存在登月竞赛，自称“压根儿没这打算”。:631姆斯季斯拉夫·弗谢沃洛多维奇·克尔德什1969年7月表示：“我们完全专注于构建大型卫星体系”。1989年公布的资料表明苏联也曾力图送人登月，但因技术问题无法实现。苏联民众对登月态度不一，苏联政府限制国内美国登月信息发布，对民众看法影响很大。部分民众完全不在意，还有些对美国登月感到愤怒。

### 航天器

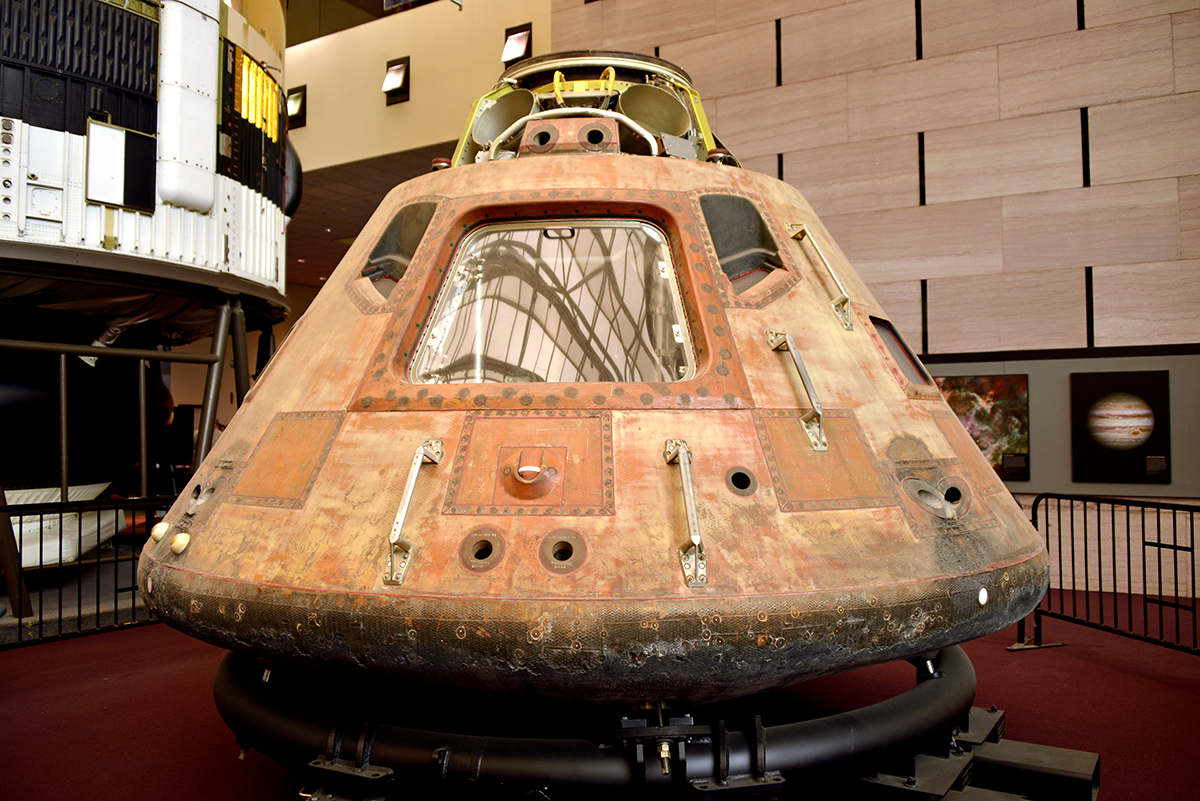
美国国家航空航天博物馆飞行里程碑展厅的“哥伦比亚号”指令舱

“哥伦比亚号”环游美国，到访华盛顿哥伦比亚特区、安克拉治和49个州首府。1971年转交史密森尼学会后，“鹰号”在哥伦比亚特区美国国家航空航天博物馆展出，是杰斐逊大道入口前“飞行里程碑”展厅的核心展品，与莱特飞行器、“圣路易斯精神号”、贝尔X-1、北美X-15和友谊七号等先锋飞行器一起放在主展厅。
2017年，“哥伦比亚号”转移到弗吉尼亚州費爾法克斯縣尚蒂伊华盛顿杜勒斯国际机场附近的史蒂文·乌德沃尔哈齐中心，这里是航空航天博物馆的玛丽·贝克·恩根修复机库所在地，准备参加四个城市的巡回展览《目的地月球：阿波罗十一号任务》。休斯敦太空中心的展览从2017年10月14日开始，2018年3月18日结束；圣路易斯科学中心同年4月14日开始，9月3日结束；匹兹堡约翰·海因茨参议员历史中心9月29日开始，次年2月18日结束；最后一站是西雅圖飛行博物館，2019年3月16日开始，9月2日结束。史密森尼博物馆持续翻新，“哥伦比亚号”在辛辛那提博物館中心展出，2019年9月29日举办剪綵仪式。
阿姆斯特朗与奥尔德林的航天服连续四十年在航空航天博物馆“阿波罗登月”场馆展出，直到2018年12月场馆永久关闭，计划在2022年开幕的新馆展出。2019年7月阿波罗十一号五十周年期间，阿姆斯特朗的航天服经特别展览亮相。移动隔离设施、漂浮套和浮袋在史蒂文·乌德沃尔哈齐中心展示，测试登月舱也在一起展出。
“鹰号”登月舱下降段留在月球。2009年，月球勘测轨道飞行器拍下月表历次阿波罗任务的着陆点，首次为人类提供分辨率足够高的各登月舱下降段、科学仪器和宇航员脚印照片。宇航员抛弃“鹰号”上升段后没有追踪，月球重力又不均匀，不久就难以预测航天器轨道，所以无从判断上升段坠毁月表后的下落。
2012年3月，亞馬遜公司创始人杰弗里·贝索斯赞助专家组利用先进的声纳扫描技术，在大西洋底找到土星五号第一级火箭的F-1发动机，并捞出共五个发动机中的两个。2013年7月，保管员在其中一台发动机发现铁锈掩盖的序列号，航空航天局确认这是阿波罗十一号的运载火箭发动机。阿波罗十一号的三级火箭目前还在太阳轨道旋转，接近地球公转轨道

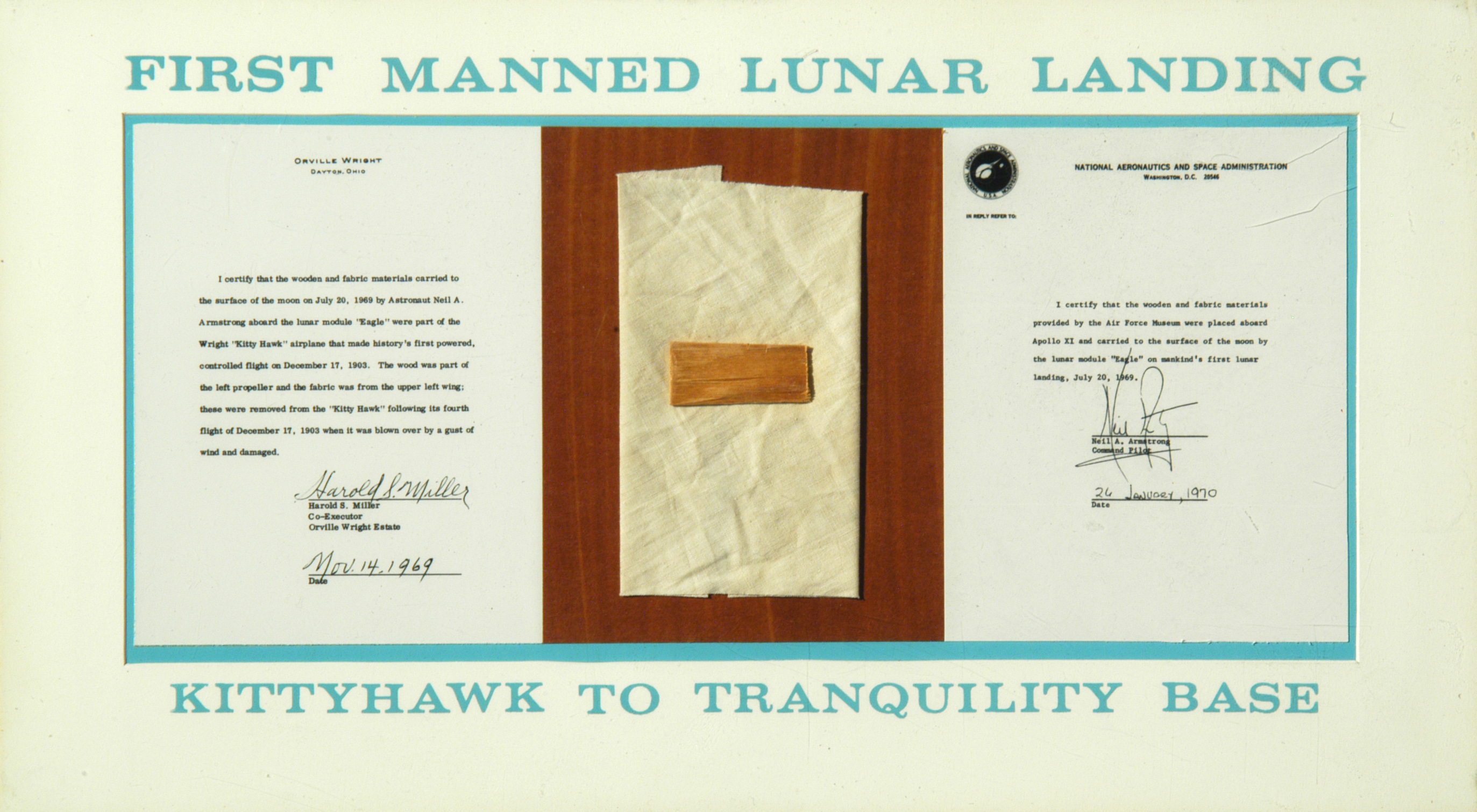
1903年的莱特飞行器是人类史上首架飞机，上面的木片和布料乘阿波罗十一号游览月球后在莱特兄弟国家纪念馆展出

### 月岩
阿波罗任务获取的月岩大部分存放在休斯敦林登·约翰逊太空中心的月球样本实验室设施。为安全起见，还有少量样本存放在新墨西哥州拉斯克鲁塞斯附近的白沙试验设施。大部分月岩以氮气存储保持干燥，只能用特殊工具间接处理。世界各地已有上百家研究实验室研究这些样本，每年还会准备约五百份样本寄给研究人员。
1969年11月，尼克松要求航空航天局为135个国家、联合国、美国50个州及其他领土制作约250套阿波罗十一号月球样本展示架，均装有阿波罗十一号带回地球的月尘。每套样本都有四颗米粒大小的月球土壤，约重50毫克，用尺寸和50美分硬币差不多的透明亚克力小盒包装，亚克力还有放大效果。尼克松在1970年把这些展示架作为礼品送出，架内还附上当时随同阿波罗十一号往返月球的国家或地方旗帜。

### 实验结果
被动地震实验持续运作至1969年8月25日指令上行失效时止，下行在同年12月14日失效。截至2018年，月球激光测距实验依然正常。

### 阿姆斯特朗的相机
人们原以为阿姆斯特朗的哈苏相机已经遗失或留在月表，2012年阿姆斯特朗去世后，他的遗孀于2015年联系国家航空航天博物馆，声称在亡夫壁橱发现白色布袋，里面有那台相机和阿波罗十一号登月期间所拍照片。之后那台相机放在国家航空航天博物馆展示。

### 周年庆典

#### 四十周年

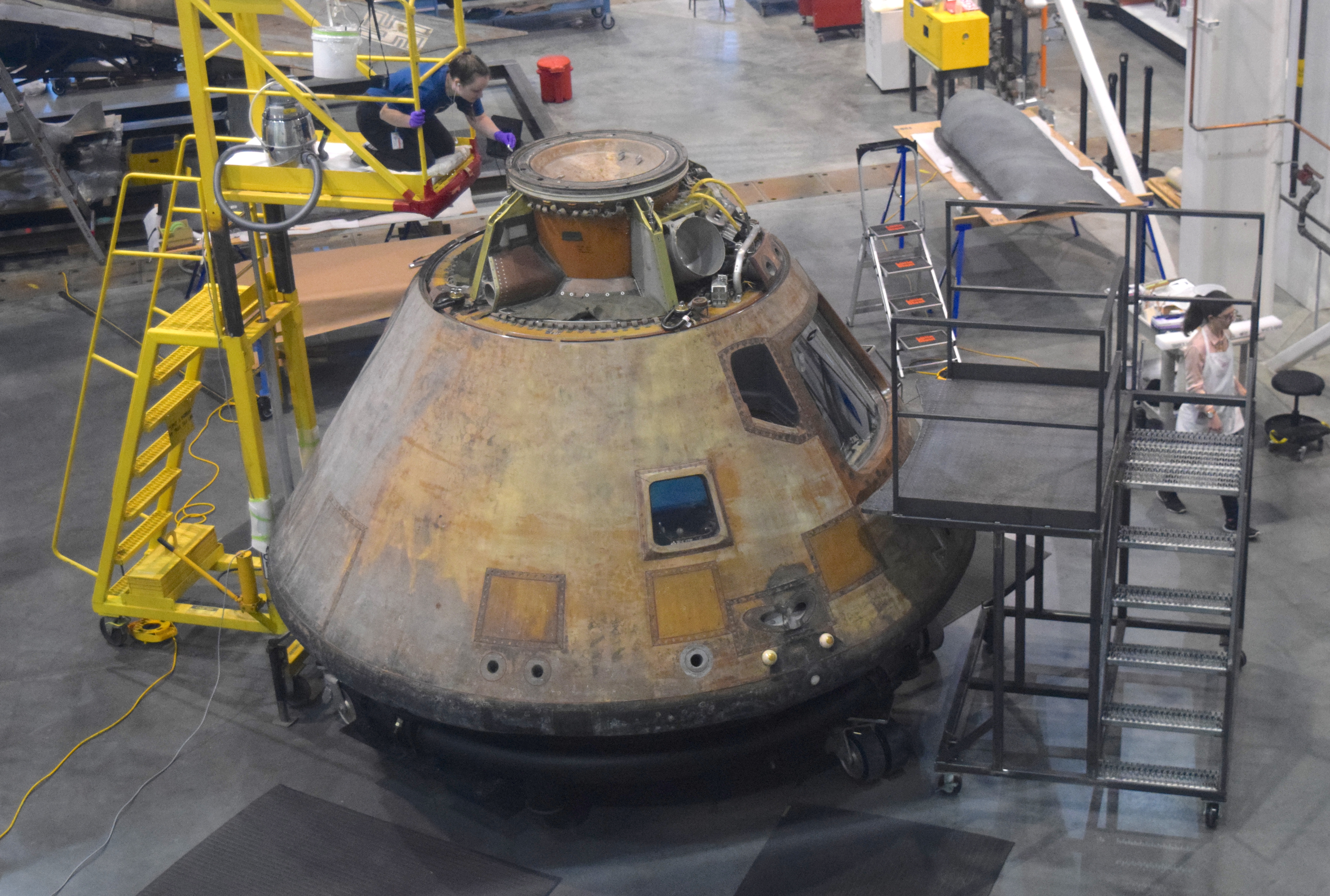
位于玛丽·贝克·恩根修复机库的“哥伦比亚号”

2009年7月15日，《生活》杂志网站发布杂志摄影师拉尔夫·莫尔斯在阿波罗十一号发射前拍摄且一直没公布的照片。同年7月16至24日，航空航天局网站提供40年前的原始任务音频。视频片段还在修复，关键时刻的视频已经可以预览。2010年7月，阿波罗十一号登月舱下降和着陆期间的空对地语音录音和任务控制中心拍摄的视频片段经重新同步首次发布。肯尼迪总统图书馆暨博物馆开设Adobe Flash网站，播放阿波罗十一号发射到登月的传送内容。
2009年7月20日，贝拉克·奥巴马总统在白宫接见阿姆斯特朗、奥尔德林和科林斯。奥巴马表示：“我们希望其他世代也有仰望藍天的孩子，他們會成为下一個阿姆斯特朗、科林斯和奥尔德林……我们要確保他们啟程時，航空航天局能伸出援手”。8月7日，国会通过佛罗里达州联邦参议员比爾·納爾遜和联邦众议员阿蘭·蓋雷森递交的法案，向三名宇航员授予美国平民最高荣誉：國會金質獎章。

阿波罗十一号四十周年期间，英国科学家在接受采访时介绍登月的重要意义：
（阿波罗十一号任务）是在精湛技术保障下完成，但当时的风险极大……在只想规避风险的今天根本难以想象……阿波罗计划可以说是人类迄今最伟大的技术成就……从那以后，还没有任何成就对人类的激励程度能望阿姆斯特朗、奥尔德林及其后十来名宇航员项背。

#### 五十周年

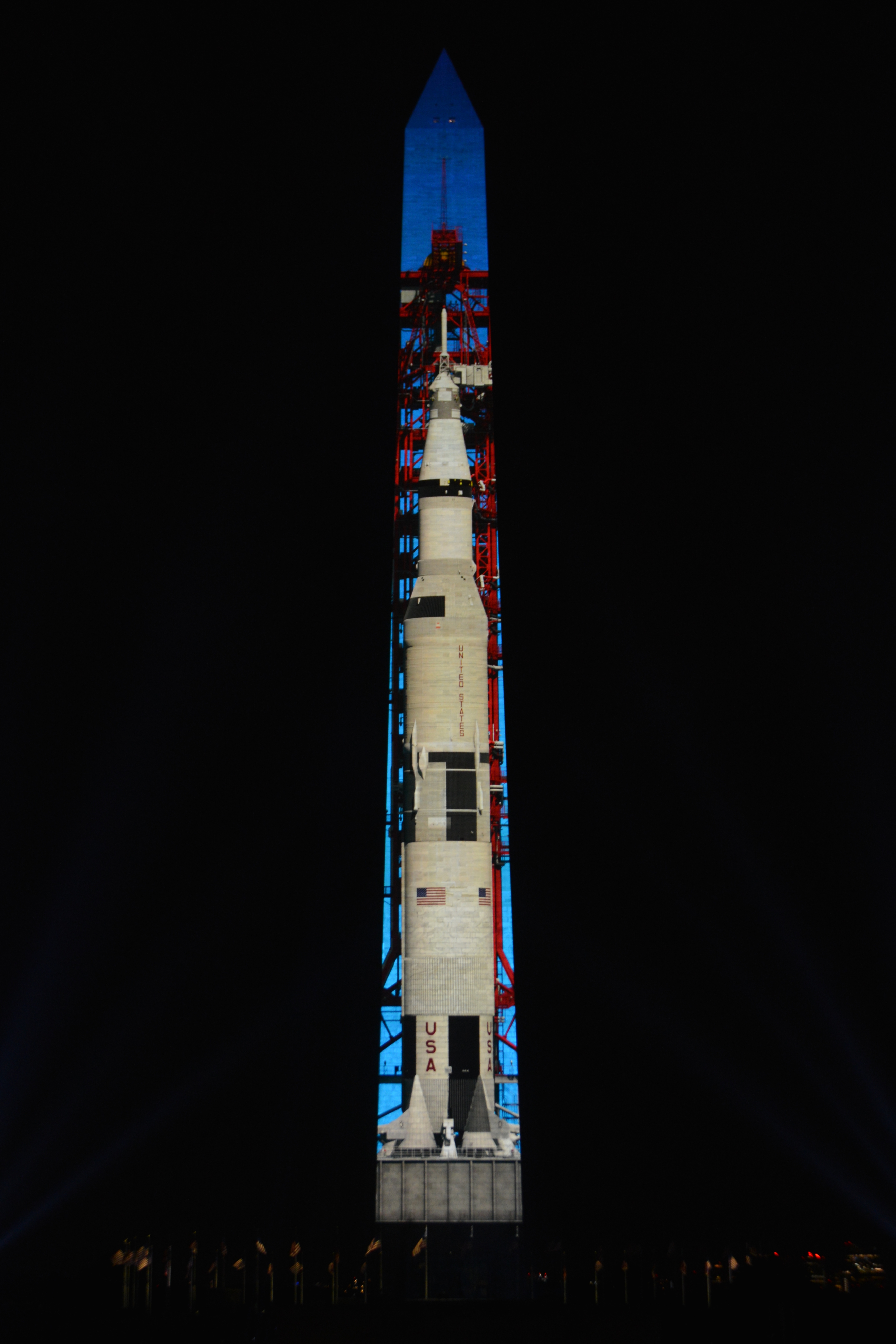
阿波罗十一号五十周年展期间，華盛頓紀念碑投影的土星五号火箭图案

2015年6月10日，联邦众议员比爾·波西在第114届美国国会期间递交决议，要求美國鑄幣局为阿波罗十一号五十周年设计并销售金、银与包层合金材质纪念币。2019年1月24日，铸币局网站开始向公众销售阿波罗十一号五十周年纪念币。
2019年3月，包含1969年修复视频的纪录片《阿波罗十一号》IMAX版首映，3月8日开始院线发行。
2019年7月18至20日，美国国家航空航天博物馆和航空航天局赞助的“阿波罗五十周年节”在哥伦比亚特区国家广场举行，包含观众能动手参与的展品和活动，亚当·萨维奇与航空航天局科学家发表演说。
美国东部时间7月16至20日每晚9点半到11点半，169米高的華盛頓紀念碑东面经投影显示111米的土星5号火箭图案，期间还有17分钟全动态视频，营造火箭组装和发射效果，结合12米宽的肯尼迪航天中心倒计时画面，还有两块大银幕展现历史视频素材，再现50年前的登月时刻。7月19至20日每晚演出三场，最后一晚适逢周六，并且最后一场演出略有延迟，确保画面上阿姆斯特朗踏上月球的第一步正好是实际登月第一步50年后。
2019年7月19日，Google涂鸦向阿波罗十一号登月致敬，最后提供YouTube动画视频链接，宇航员科林斯配音。7月19日，唐納·川普总统在椭圆型办公室接见奥尔德林、科林斯，以及阿姆斯特朗的儿子。

## 纪录片
- 《月球上的脚印》，比尔·吉布森和巴里·科1969年介绍阿波罗十一号任务的纪录片[182]；
- 《月球漫步》，西奥·卡米克1971年纪录片[183]；
- 《阿波罗十一号实录》，1994年六小时纪录片，包含美国广播公司对阿波罗十一号的全面报道[184]；
- 《阿波罗十一号》：托德·道格拉斯·米勒2019年纪录片，包含1969年修复视频[185][186]；
- 《逐月》，2019年7月公共广播电视公司连续三晚播出的六小时纪录片，罗伯特·斯通执导，检视阿波罗十一号成行历史。同名书籍已经发布；[187]
- 《8天：往返月球》，公共广播电视公司与BBC工作室2019年的纪录片，安东尼·菲利普森利用任务录音、新视频片段、航空航天局档案和新闻存档，以及计算机成像再现阿波罗十一号任务的关键时刻[188]。